# Istoria jocurilor video
 

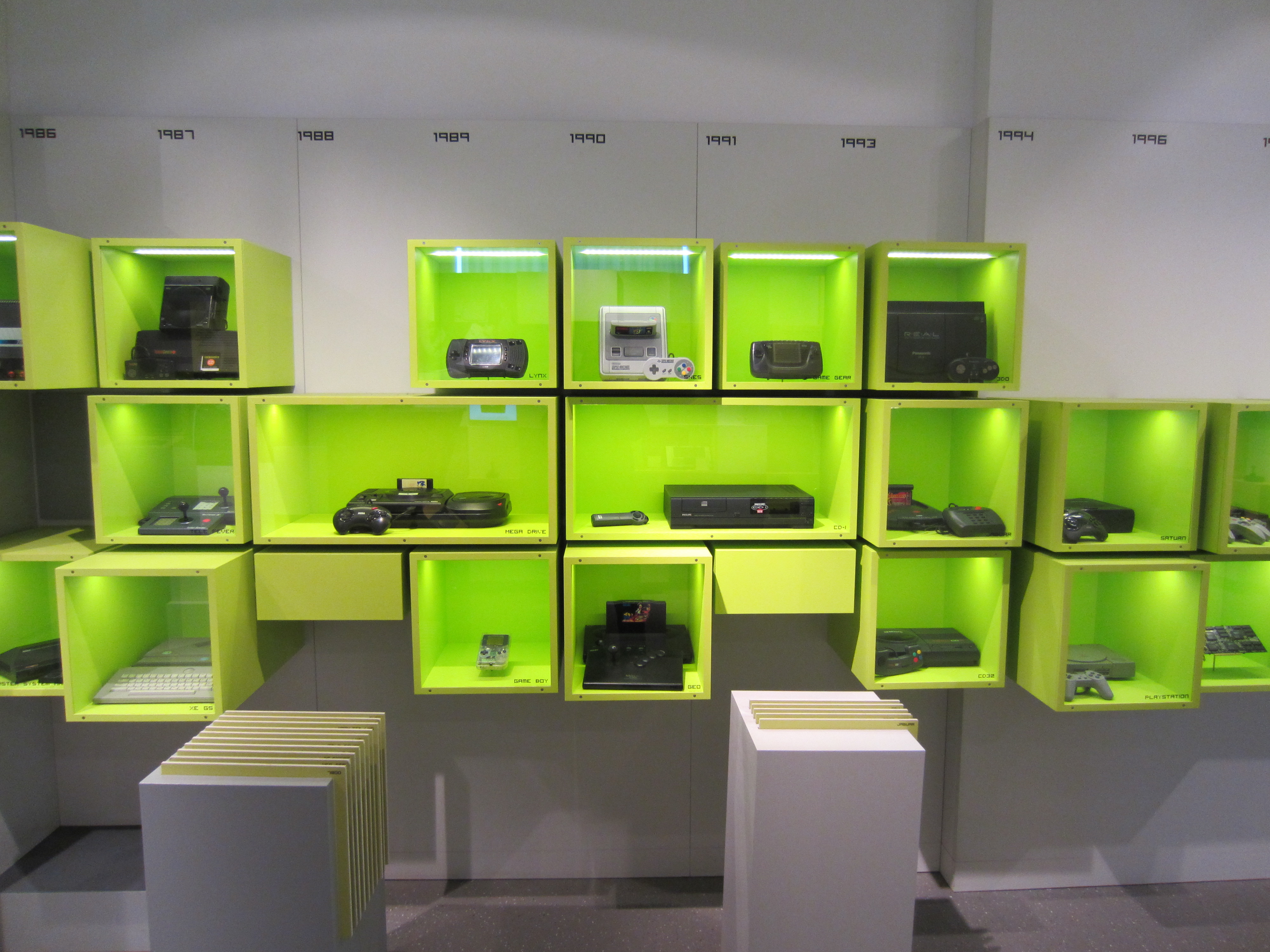
O colecție de console de jocuri video pentru acasă și portabile la Computer Games Museum din Berlin (Computerspielemuseum)

Istoria jocurilor video a început în anii 1950 și 1960, când informaticienii au început să proiecteze jocuri și simulări simple pe minicalculatoare⁠(d) și mainframe. Spacewar! a fost dezvoltat de studenți pasionați de la MIT în 1962 ca unul dintre primele jocuri cu un afișaj video. Primul hardware pentru jocuri video pentru consumatori a fost lansat la începutul anilor 1970. Prima consolă de jocuri video pentru acasă a fost Magnavox Odyssey, iar primele jocuri video arcade au fost Computer Space (1971) și Pong (1972). După conversia versiunii arcade pentru console de acasă, numeroase companii au apărut pentru a beneficia de succesul lui Pong atât în sala de jocuri, cât și pentru acasă prin clonarea jocului, provocând cicluri de suprasaturație și lipsă de inovație în domeniu.
La mijlocul anilor 1970, microprocesoarele programabile cu costuri reduse au înlocuit circuitele logice tranzistor-tranzistor ale hardware-ului timpuriu și au fost produse primele console pentru acasă bazate pe cartușe ROM, inclusiv Atari Video Computer System (VCS). Impulsionată de creșterea rapidă în epoca de aur a jocurilor video arcade⁠(d), inclusiv Space Invaders și Pac-Man, piața consolelor pentru acasă a înflorit și ea. Prăbușirea pieței jocurilor video din 1983 din Statele Unite a fost cauzată de un val de prea multe jocuri, adesea de calitate slabă sau clonate, iar sectorul a avut concurență din partea calculatoarelor personale ieftine și noi tipuri de jocuri au fost dezvoltate pentru acestea. Prăbușirea a determinat industria jocurilor video din Japonia să preia conducerea pieței, care a suferit doar impacturi minore din cauza prăbușirii. Nintendo și-a lansat consola Nintendo Entertainment System în Statele Unite în 1985, ajutând la relansarea sectorului jocurilor video eșuat. Ultima parte a anilor 1980 și începutul anilor 1990 au adus jocuri video determinate de îmbunătățiri și standardizare pentru computerele personale și competiția de războiul consolelor⁠(d) între Nintendo și Sega, în timp ce luptau pentru cota de piață în Statele Unite. Primele console majore de jocuri video portabile au apărut în anii 1990, cea mai bună fiind platforma Game Boy de la Nintendo.
La începutul anilor 1990, progresele în tehnologia microprocesoarelor au adus două schimbări tehnologice majore, inclusiv introducerea suporturilor optice (CD-ROM-uri) și redarea grafică poligonală 3D în timp real. Ambele aspecte au fost încorporate cu ușurință în computerele personale și au creat o piață pentru plăcile grafice, inclusiv linia incipientă de console PlayStation de la Sony, eliminând Sega de pe piața de hardware pentru console, diminuând în același timp rolul lui Nintendo. Până la sfârșitul anilor 1990, internetul a ajuns la o utilizare pe scară largă de către consumatori, iar jocurile video au început să încorporeze elemente online. Microsoft a intrat pe piața hardware pentru console la începutul anilor 2000 cu linia sa Xbox, temându-se că PlayStation de la Sony, poziționată atât ca o consolă de jocuri, cât și ca dispozitiv de divertisment, ar înlocui computerele personale. În timp ce Sony și Microsoft au continuat să dezvolte hardware cu caracteristici comparabile de top pentru consolă, Nintendo a optat să se concentreze pe un joc inovator și a dezvoltat Wii cu comenzi de detectare a mișcării, care a ajutat la atragerea jucătorilor netradiționali și a ajutat la re-securizarea poziției Nintendo în industrie; Nintendo a urmat același model prin lansarea Nintendo Switch.
Din anii 2000 și în anii 2010, industria a cunoscut o schimbare a demografiei, deoarece jocurile mobile pe smartphone-uri și tablete au înlocuit consolele portabile, iar jocurile ocazionale au reprezentat un sector din ce în ce mai mare al pieței, precum și o creștere a numărului de jucători din China și  alte zone nelegate în mod tradițional de industrie. Modelele tradiționale de venituri au fost înlocuite cu modele de venituri în curs de desfășurare, cum ar fi jocurile free-to-play, freemium și bazate pe abonament⁠(d), pentru a profita de aceste schimbări. Pe măsură ce producția de jocuri video AAA⁠(d)  a devenit mai costisitoare și mai neclintită față de riscuri, au apărut oportunități pentru o dezvoltare independentă mai experimentală și mai inovatoare a jocurilor în anii 2000 și 2010, ajutate de popularitatea jocurilor mobile și ocazionale și de ușurința distribuției digitale. Tehnologia hardware și software a continuat să conducă la îmbunătățirea jocurilor video, cu suport pentru video de înaltă definiție⁠(d) la frecvența cadrelor⁠(d) ridicată și pentru jocurile bazate pe realitate virtuală și augmentată.

## Istoria timpurie (1948–1970)

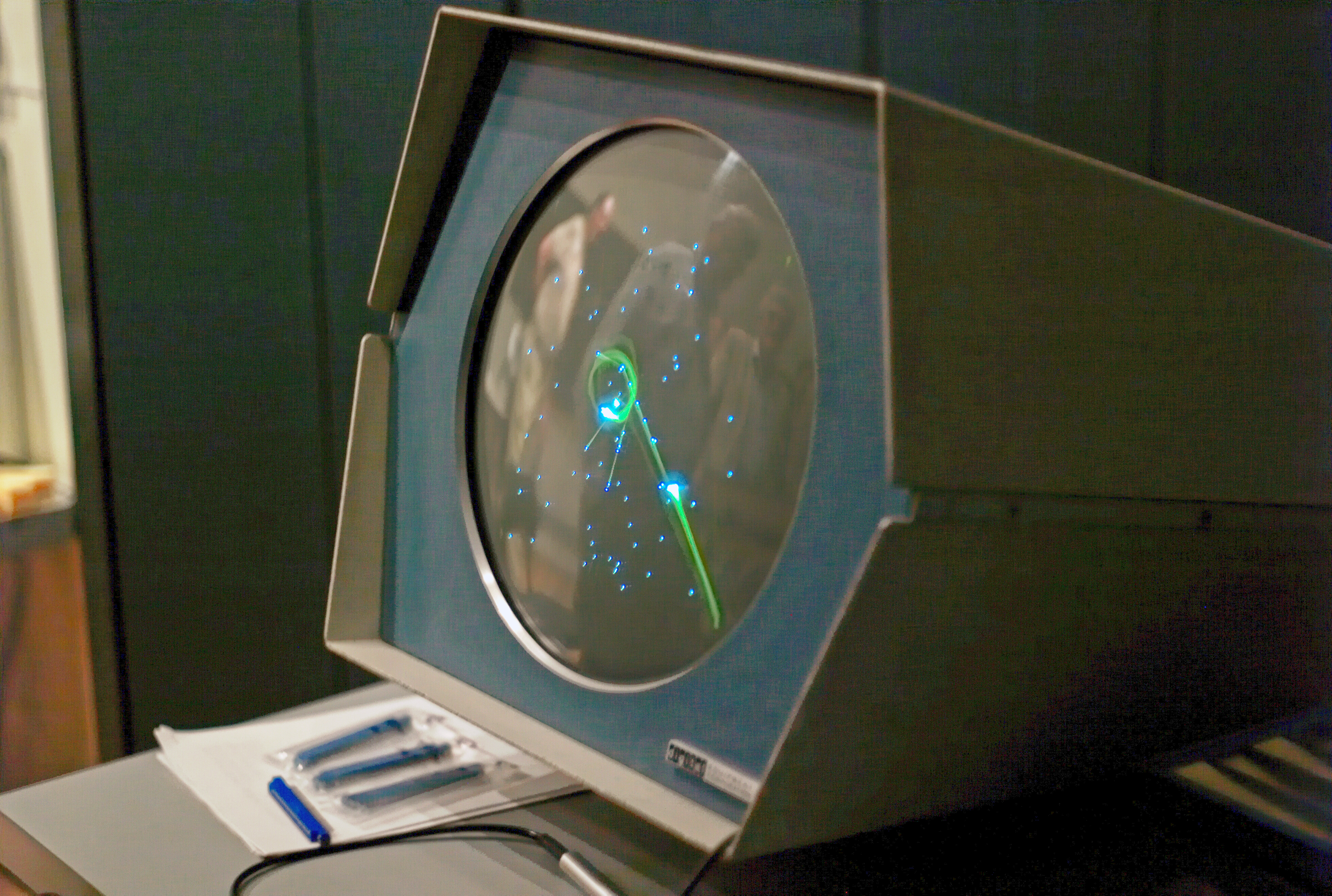
Spacewar! este considerat ca primul joc pe calculator disponibil pe scară largă și influent.

Încă din 1950, informaticienii au folosit mașini electronice pentru a construi sisteme de joc relativ simple, cum ar fi Bertie the Brain în 1950 pentru a juca X și 0 sau Nimrod⁠(d) în 1951 pentru a juca Nim⁠(d). Aceste sisteme foloseau fie afișaje electronice de lumină și erau folosite în principal ca sisteme demonstrative la expoziții mari pentru a prezenta puterea computerelor la acea vreme. O altă demonstrație timpurie a fost Tennis for Two, un joc creat de William Higinbotham⁠(d) la Laboratorul Național Brookhaven⁠(d) din Upton⁠(d) în 1958 pentru o expoziție de trei zile, folosind un computer analog și un osciloscop pentru afișaj.
Spacewar! este considerat unul dintre primele jocuri video recunoscute care s-au bucurat de o distribuție mai largă în afara expozițiilor. Dezvoltat în 1961 pentru calculatorul mainframe PDP-1⁠(d) de la Massachusetts Institute of Technology (MIT), a permis ca doi jucători să simuleze o luptă spațială pe monitorul relativ simplist al PDP-1. Codul sursă al jocului a fost împărtășit cu alte instituții din toată țara care aveau PDP-1, în timp ce studenții MIT călătoreau, permițând jocului să câștige popularitate.

## Anii 1970

### Jocuri pe computere mainframe

Instrucțiunile de pe ecran din jocul lui Will Crowther din 1976 Colossal Cave Adventure.

În anii 1960, au fost create o serie de jocuri pe computer pentru sisteme mainframe și minicalculatoare, dar acestea nu au reușit să atingă o distribuție largă din cauza deficitului continuu al resurselor computerelor, a lipsei de programatori suficient de pregătiți și interesați în crearea de produse de divertisment și a dificultății de a transfera programe între calculatoare aflate în diferite zone geografice. Până la sfârșitul anilor 1970, situația s-a schimbat drastic. Limbajele de programare de nivel înalt BASIC și C au fost adoptate pe scară largă în acest deceniu, care au fost mai accesibile decât limbajele mai tehnice anterioare, cum ar fi FORTRAN și COBOL, deschizând crearea de jocuri pe computer pentru o bază mai mare de utilizatori. Odată cu apariția partajat, care a permis ca resursele unui singur mainframe să fie repartizate între mai mulți utilizatori conectați la mașină prin terminale, accesul la computer nu a mai fost limitat la câteva persoane dintr-o instituție, creând astfel mai multe oportunități pentru studenți pentru a-și crea propriile jocuri. În plus, adoptarea pe scară largă a PDP-10, lansat de Digital Equipment Corporation (DEC) în 1966, și a sistemului de operare portabil UNIX, dezvoltat la Laboratoarele Bell în 1971 și lansat pe scară largă în 1973, au creat medii de programare comune în toată țara, care au redus dificultatea partajării programelor între instituții. În cele din urmă, înființarea primelor reviste dedicate informaticii, cum ar fi Creative Computing (1974), publicarea celor mai vechi cărți de compilare a programelor precum 101 BASIC Computer Games (1973) și răspândirea rețelelor extinse, cum ar fi ARPANET, a permis programelor să să fie partajate mai ușor pe distanțe mari. Ca urmare, multe dintre jocurile mainframe create de studenți în anii 1970 au influențat evoluțiile ulterioare din industria jocurilor video într-un mod în care, în afară de Spacewar!, jocurile anilor 1960 nu au făcut-o.
În arcade și pe consolele de acasă, acțiunea rapidă și jocul în timp real au devenit standard în genuri precum jocuri de curse sau de împușcături la țintă. Pe mainframe, totuși, astfel de jocuri nu au fost în general posibile atât din cauza lipsei de afișare adecvată (multe terminale de computer au continuat să se bazeze pe teleimprimatoare în loc de monitoare până în anii 1970 și chiar și majoritatea terminalelor CRT redau doar grafică bazată pe caractere) cât și a puterii de procesare și memoriei insuficiente pentru a actualiza elementele jocului în timp real. În timp ce mainframe-urile anilor 1970 erau mai puternice decât hardware-ul arcade și consolele din acea perioadă, nevoia de a împărți resursele de calcul către zeci de utilizatori simultani prin folosirea în comun a timpului le-a diminuat semnificativ abilitățile. Astfel, programatorii de jocuri mainframe s-au concentrat pe strategie și mecanica de rezolvare a puzzle-urilor, mai degrabă decât pe acțiune în timp real. Jocurile notabile ale perioadei includ jocul tactic de luptă Star Trek (1971) de Mike Mayfield, jocul de-a v-ați ascunselea Hunt the Wumpus (1972) de Gregory Yob și jocul de război de strategie Empire (1977) de Walter Bright. Probabil cel mai semnificativ joc al perioadei a fost Colossal Cave Adventure (sau pur și simplu Adventure), creat în 1976 de Will Crowther,  care a combinat pasiunea pentru speologie cu conceptele din noul joc de rol de societate (RPG) Dungeons & Dragons (D&D). Extins de Don Woods în 1977, cu accent pe fantezia înaltă inspirată de J. R. R. Tolkien, Adventure a stabilit un nou gen bazat pe explorare și rezolvarea puzzle-urilor pe baza inventarului, care a făcut tranziția pe computerele personale la sfârșitul anilor 1970.
În timp ce majoritatea jocurilor au fost create pe hardware cu capacitate grafică limitată, un computer capabil să găzduiască jocuri mai impresionante a fost sistemul PLATO dezvoltat la Universitatea din Illinois. Conceput ca un computer educațional, sistemul a conectat sute de utilizatori din Statele Unite prin intermediul terminalelor de la distanță care aveau ecrane cu plasmă de înaltă calitate și le permiteau utilizatorilor să interacționeze între ei în timp real. Acest lucru a permis sistemului să găzduiască o gamă impresionantă de jocuri grafice și/sau multiplayer, inclusiv unele dintre cele mai vechi RPG-uri cunoscute pentru computer, care s-au bazat în principal, ca de exemplu Adventure, pe Dungeons & Dragons, dar spre deosebire de acel joc s-a pus un accent mai mare pe luptă și creșterea personajelor decât pe rezolvarea de puzzle-uri. Începând  cu jocuri dungeon crawl cu vedere de sus în jos precum The Dungeon (1975) și The Game of Dungeons (1975), denumite astăzi mai mult prin numele fișierelor acestora, pedit5 și dnd, RPG-urile de pe PLATO au trecut curând la o perspectivă la persoana întâi în jocuri precum Moria (1975), Oubliette (1977) și Avatar (1979), care au permis adesea mai multor jucători să-și unească forțele pentru a lupta cu monștri și pentru a finaliza misiuni împreună. Ca și Adventure, aceste jocuri au inspirat în cele din urmă unele dintre cele mai vechi jocuri pentru computere personale.

### Primele jocuri video arcade și console de acasă

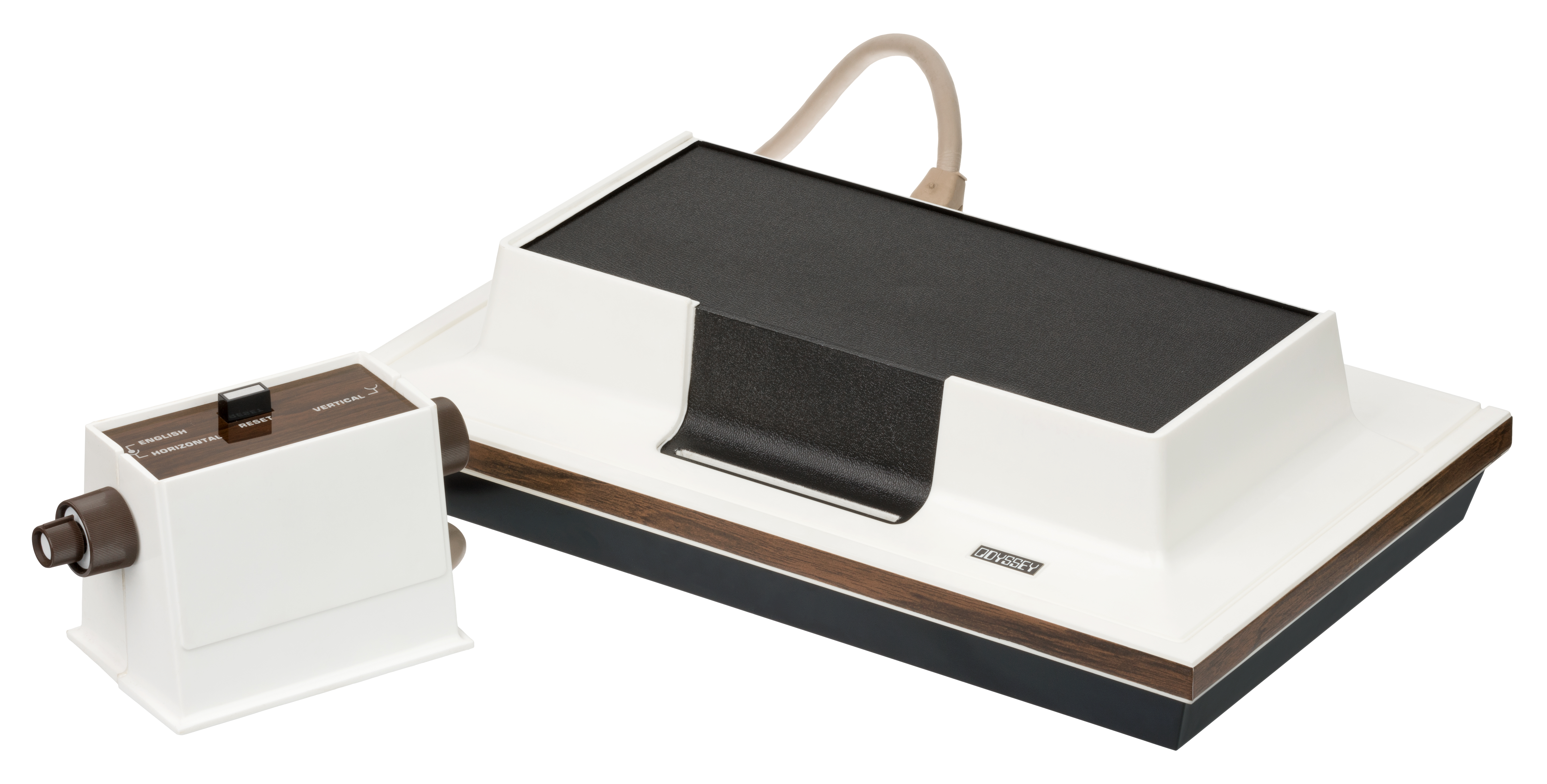
Magnavox Odyssey, prima consolă pentru acasă

Începutul industriei moderne a jocurilor video a apărut ca urmare a dezvoltării concomitente a primului joc video arcade și a primei console de jocuri video pentru acasă la începutul anilor 1970 în Statele Unite.
Industria jocurilor video arcade s-a dezvoltat din industria jocurilor arcade preexistentă, care anterior a fost dominată de jocuri electro-mecanice (jocuri EM). După apariția jocului EM de la Sega, Periscope (1966), industria arcade a experimentat o „renaștere tehnologică” bazată pe noile jocuri EM „audio-vizuale”, ceea ce a făcut ca domeniul arcade să fie un mediu sănătos pentru introducerea jocurilor video comerciale în începutul anilor 1970. La sfârșitul anilor 1960, studentul Nolan Bushnell a avut un loc de muncă cu jumătate de normă la o sală de jocuri unde s-a familiarizat cu jocurile EM, urmărind cum se jucau clienții și ajutând la întreținerea mașinilor, în timp ce învăța cum funcționează și dezvoltându-și înțelegerea modului în care funcționează industria jocurilor.
În 1966, în timp ce lucra la Sanders Associates, Ralph Baer a avut ideea unui dispozitiv de divertisment care putea fi conectat la un monitor de televizor. Prezentând acest lucru superiorilor săi de la Sanders și obținând aprobarea acestora, el, împreună cu William Harrison și William Rusch, au creat prototipul „Brown Box” al unei console de jocuri video pentru acasă cu care se putea juca un simplu joc de tenis de masă. Cei trei au brevetat tehnologia, iar Sanders a vândut licența brevetelor către Magnavox pentru a le comercializa. Cu ajutorul lui Baer, Magnavox a dezvoltat Magnavox Odyssey, prima consolă comercială pentru acasă, în 1972.

Pong este primul joc video arcade care a primit aprecieri universale.

Concomitent, Nolan Bushnell și Ted Dabney au avut ideea de a realiza un dulap/o mașină care să funcționeze cu monede și care să găzduiască un microcomputer mic și ieftin pentru a rula jocul Spacewar! Până în 1971, cei doi au dezvoltat Computer Space împreună cu Nutting Associates, primul joc video arcade recunoscut. Bushnell și Dabney au continuat afacerea singuri și au format Atari. Bushnell, inspirat de jocul de tenis de masă de pe consola Odyssey, l-a angajat pe Allan Alcorn să dezvolte o versiune arcade a jocului, de data aceasta folosind circuite electronice logice TTL. Pong de la Atari a fost lansat la sfârșitul anului 1972 și este considerat primul joc video arcade de succes. Acesta a declanșat creșterea industriei jocurilor arcade din Statele Unite atât din partea producătorilor consacrați de jocuri operate cu monede precum Williams, Chicago Coin și filiala Midway a Bally Manufacturing, cât și companii noi ca Ramtek și Allied Leisure. Multe dintre acestea au fost clone Pong care foloseau controale cu bile și palete și au dus la saturarea pieței în 1974, forțând creatorii de jocuri arcade să încerce să inoveze jocuri noi în 1975. Multe dintre companiile noi create în urma apariției lui Pong nu au reușit să inoveze pe cont propriu și s-au închis, iar până la sfârșitul anului 1975, piața arcade a scăzut cu aproximativ 50% pe baza veniturilor din vânzarea noilor jocuri. Mai mult, Magnavox a dat în judecată Atari și alți câțiva dintre acești producători de jocuri arcade - pentru încălcarea brevetelor lui Baer. Bushnell a dat câștig lui Atari, care a primit drepturi perpetue ale brevetelor ca parte a acordului. Alte companii nu au reușit să obțină drepturi de autor, iar Magnavox a câștigat în jur 100 de milioane de dolari americani daune din aceste procese de încălcare a brevetelor înainte ca acestea să expire în 1990.
Jocurile video arcade au prins rapid în Japonia datorită parteneriatelor dintre corporațiile americane și japoneze care au ținut companiile japoneze la curent cu evoluțiile tehnologice din Statele Unite. Compania Nakamura Amusement Machine Manufacturing Company (Namco) a încheiat un parteneriat cu Atari pentru a importa Pong în Japonia la sfârșitul anului 1973. În decursul unui an, Taito și Sega au lansat clone Pong în Japonia până la jumătatea anului 1973. Companiile japoneze au început să dezvolte jocuri noi și să le exporte sau să le acorde licențe prin intermediul partenerilor în 1974. Printre acestea s-a numărat  Gun Fight al lui Taito (inițial Western Gun în versiunea sa japoneză), care a fost licențiat către Midway. Versiunea Midway, lansată în 1975, a fost primul joc video arcade care a folosit un microprocesor în locul circuitelor electronice logice TLL. Această inovație a redus drastic complexitatea și timpul de proiectare a jocurilor arcade și numărul de componente fizice necesare pentru a obține un joc mai avansat.

### Piața de console dedicată

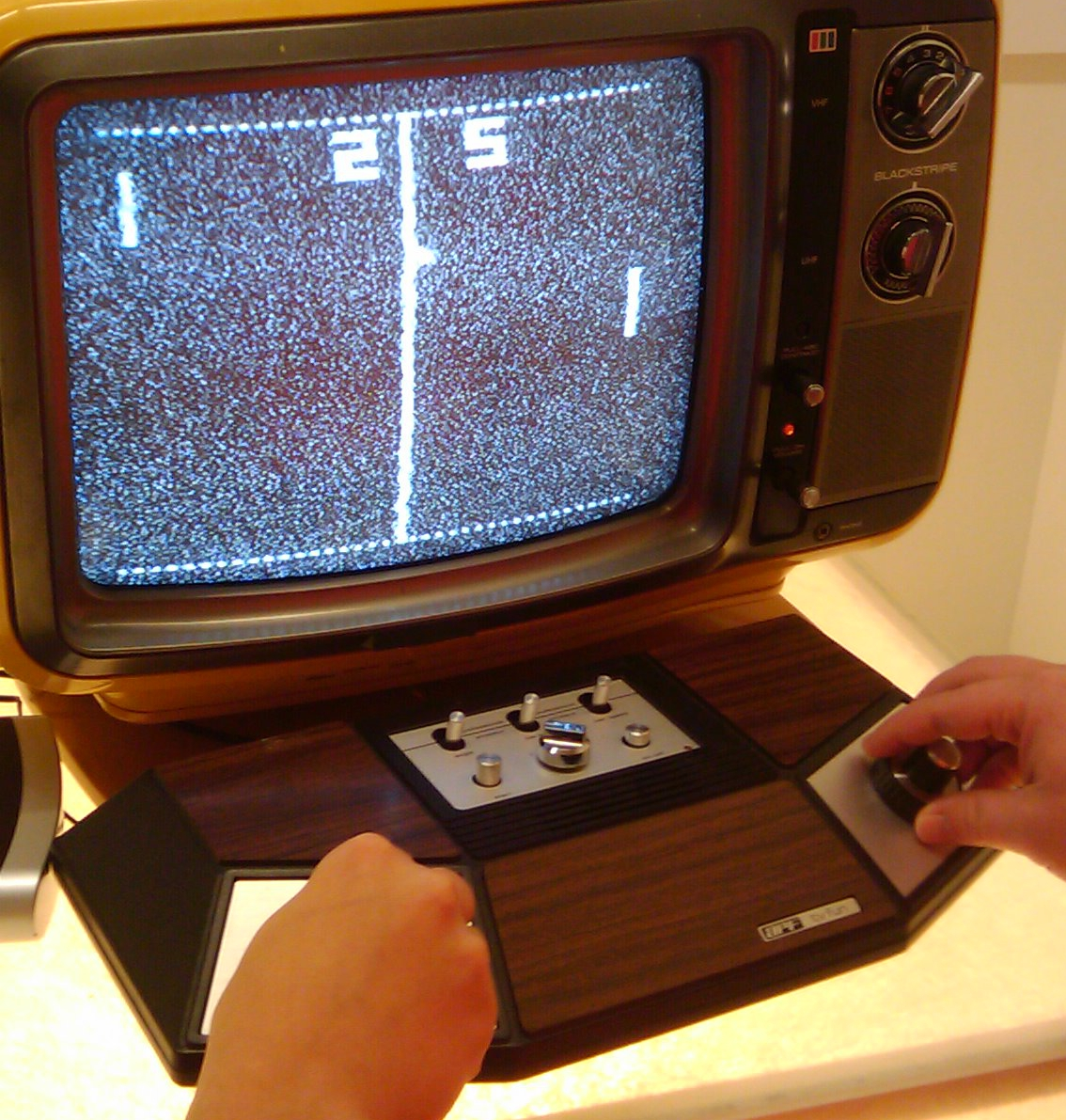
Clonele Pong precum seria APF TV Fun (în imagine) au suprasaturat piața la sfârșitul anilor 1970.

Magnavox Odyssey nu a atras niciodată publicul, în mare parte datorită funcționalității limitate a tehnologiei sale primitive bazată pe circuite electronice logice TLL. La mijlocul anului 1975, microcipurile integrate LSI au ajuns suficient de ieftine pentru a fi încorporate într-un produs de consum. În 1975, Magnavox a redus numărul de piese ale clonei Odyssey folosind un set din trei cipuri creat de Texas Instruments și a lansat două sisteme noi pe care se puteau juca doar jocuri cu minge și vâsle, Magnavox Odyssey 100 și Magnavox Odyssey 200. Între timp, Atari a intrat pe piața de consum în același an cu sistemul Home Pong cu un singur cip. Anul următor, General Instrument a lansat un microcip LSI „Pong-on-a-chip” și l-a pus la dispoziție la un preț scăzut oricărei companii interesate. Compania de jucării Coleco Industries a folosit acest cip pentru a crea seria de modele de consolă Telstar, vândută în milioane de exemplare (1976–77).
Aceste console inițiale de jocuri video pentru acasă au fost populare, ceea ce a dus la un aflux mare de companii care au lansat Pong și alte clone de jocuri video pentru a satisface cererea consumatorilor. Deși erau doar șapte companii care lansau astfel de console în 1975, erau cel puțin 82 în 1977, cu peste 160 de modele diferite doar în acel an. Un număr mare dintre aceste console au fost create în Asia de Est și se estimează că în această perioadă au fost produse peste 500 de modele de console de acasă de tip Pong. Ca și în cazul saturației anterioare de paddle-and-ball în domeniul jocurilor arcade din 1975 din cauza oboselii consumatorilor, vânzările de console dedicate au scăzut brusc în 1978, perturbate de introducerea sistemelor programabile și a jocurilor electronice portabile.
La fel cum consolele dedicate scădeau în popularitate în Occident, ele au crescut pentru scurt timp în popularitate în Japonia. Aceste TV geemu s-au bazat adesea pe modele licențiate de la companiile americane, fabricate de producători de televizoare precum Toshiba și Sharp. În special, Nintendo a intrat pe piața jocurilor video în această perioadă, alături de liniile sale de produse de jucării tradiționale și electronice actuale, producând seria de console Color TV-Game în parteneriat cu Mitsubishi.

### Dezvoltarea jocurilor video arcade și epoca lor de aur

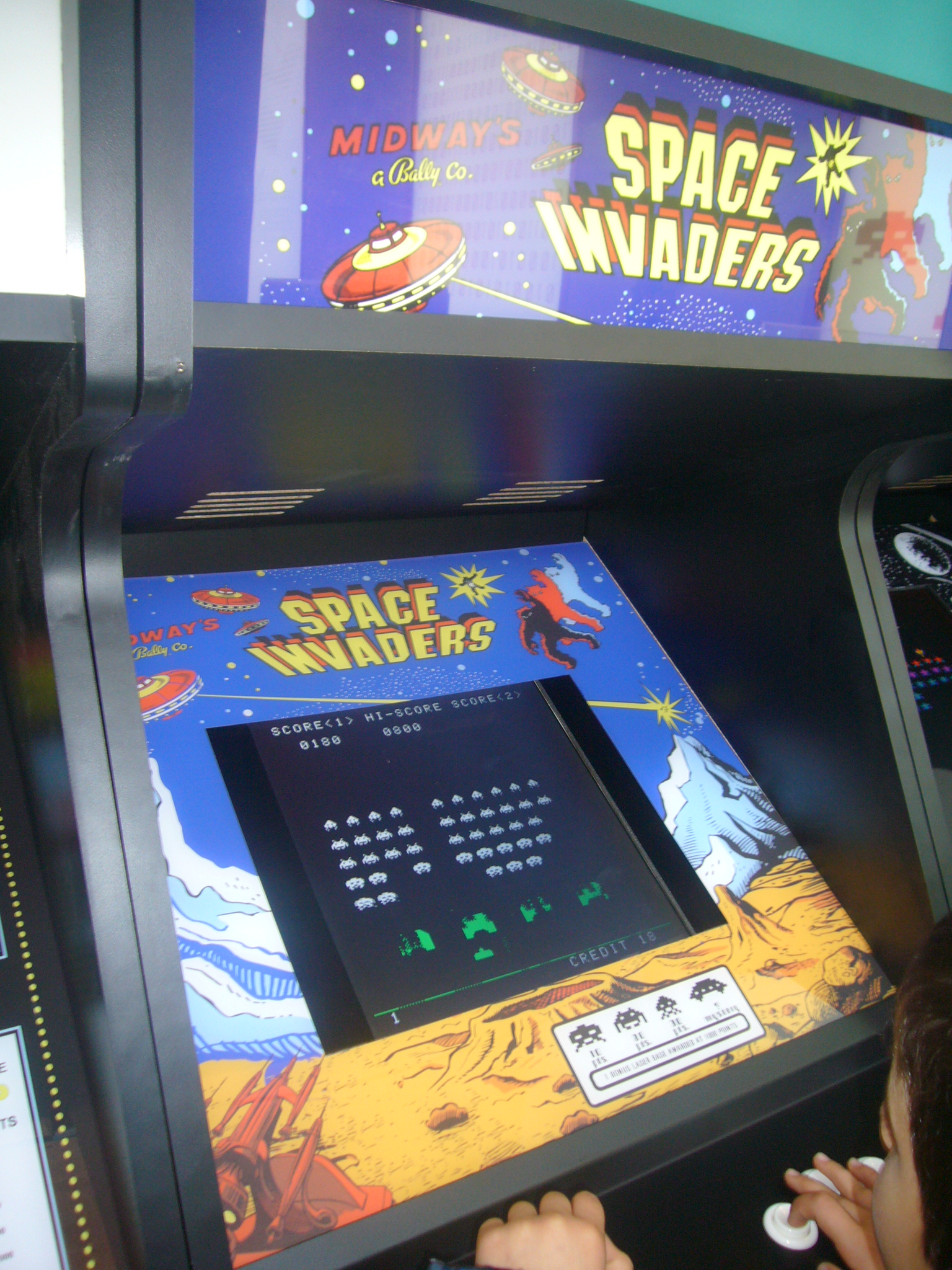
Space Invaders a fost popular în arcade și a introdus multe elemente care au devenit standard în jocurile video

După saturația pieței cu ball-and-paddle (joc de minge cu palete) din 1975, dezvoltatorii de jocuri au început să caute noi idei pentru jocuri, susținute de capacitatea de a folosi microprocesoare programabile mai degrabă decât componente analogice. Designerul Taito Tomohiro Nishikado, care a dezvoltat Gun Fight anterior, a fost inspirat de Breakout de la Atari pentru a crea un joc bazat pe împușcături, Space Invaders, lansat pentru prima dată în Japonia în 1978. Space Invaders a introdus sau popularizat câteva concepte importante în jocurile video arcade, inclusiv jocul reglementat de vieți în loc de cronometru sau scor stabilit, câștigarea de vieți suplimentare prin acumularea de puncte și urmărirea obținerii unui scor ridicat pe mașină. A fost, de asemenea, primul joc care a confruntat jucătorul cu valuri de ținte care trag înapoi în jucător și primul care a inclus muzică de fundal în timpul jocului, deși o simplă buclă de patru note. Space Invaders a avut un succes imediat în Japonia, cu unele arcade create exclusiv pentru mașinile Space Invaders. Deși nu a fost la fel de popular în Statele Unite, Space Invaders a devenit un succes, deoarece Midway, care era producătorul nord-american, a adus peste 60.000 de mașini arcade în 1979.

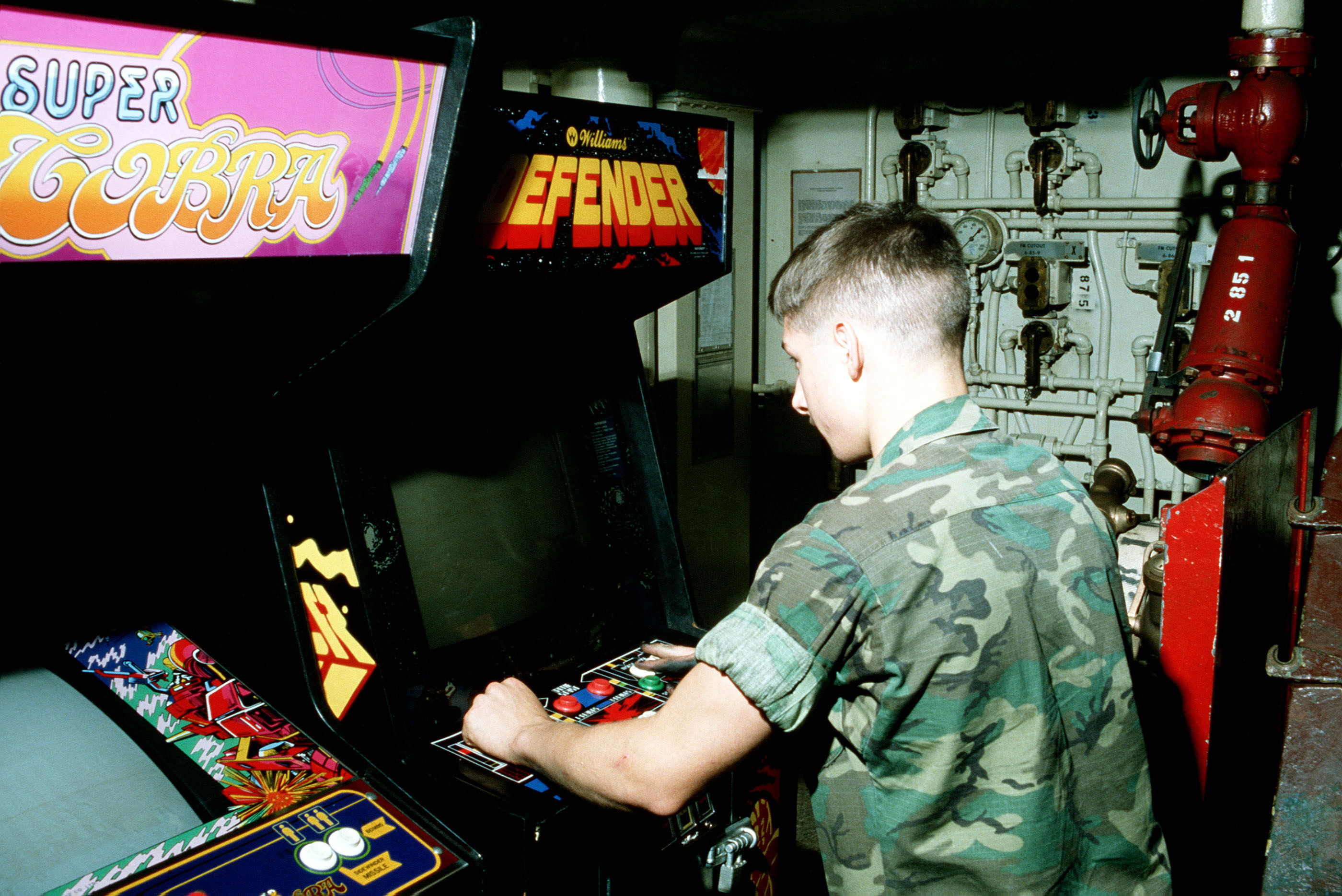
Un pușcaș marin american care joacă Defender la bordul unei nave în 1982

Space Invaders a condus ceea ce este considerată a fi epoca de aur a jocurilor arcade, care a durat din 1978 până în 1982. Mai multe jocuri arcade influente și cele mai bine vândute au fost lansate în această perioadă de Atari, Namco, Taito, Williams și Nintendo, inclusiv Asteroids (1979), Galaxian (1979), Defender (1980), Missile Command (1980), Tempest (1981) și Galaga (1981). Pac-Man, lansat în 1980, a devenit o icoană a culturii populare și a apărut un nou val de jocuri care s-au concentrat pe personaje identificabile și mecanisme alternative, cum ar fi navigarea într-un labirint sau traversarea unei serii de platforme. În afară de Pac-Man și continuarea sa, Ms. Pac-Man (1982), cele mai populare jocuri în acest sens în timpul epocii de aur au fost Donkey Kong (1981) și Q*bert (1982). Jocuri precum Pac-Man, Donkey Kong și Q*bert au introdus, de asemenea, conceptul de narațiune și personaje în jocurile video, ceea ce a determinat companiile să le adopte ulterior ca mascote în scopuri de marketing.
Potrivit publicației comerciale Vending Times, veniturile generate de jocurile video operate cu monede în locații din Statele Unite au crescut de la 308 milioane de dolari americani în 1978 la 968 milioane de dolari în 1979 la 2,8 miliarde de dolari în 1980. Pe măsură ce Pac Man a declanșat o nebunie și mai mare pentru jocurile video și a atras mai multe jucătoare de sex feminin în sala de jocuri, veniturile au crescut din nou la 4,9 miliarde de dolari în 1981. Potrivit publicației comerciale Play Meter, până în iulie 1982, sumele totale din monede au atins un vârf de 8,9 miliarde de dolari, dintre care 7,7 miliarde de dolari au provenit din jocuri video. Numărul de dispozitive arcade dedicate jocurilor video au crescut în timpul epocii de aur, numărul de arcade (locații cu cel puțin zece jocuri arcade) s-a dublat între iulie 1981 și iulie 1983, de la peste 10.000 la puțin peste 25.000. Aceste cifre au făcut ca jocurile arcade să fie cel mai popular mediu de divertisment din țară, depășind cu mult atât muzica pop (cu vânzări de 4 miliarde de dolari pe an), cât și filmele produse la Hollywood (3 miliarde de dolari americani).

### Apariția consolelor de acasă bazate pe cartușe ROM

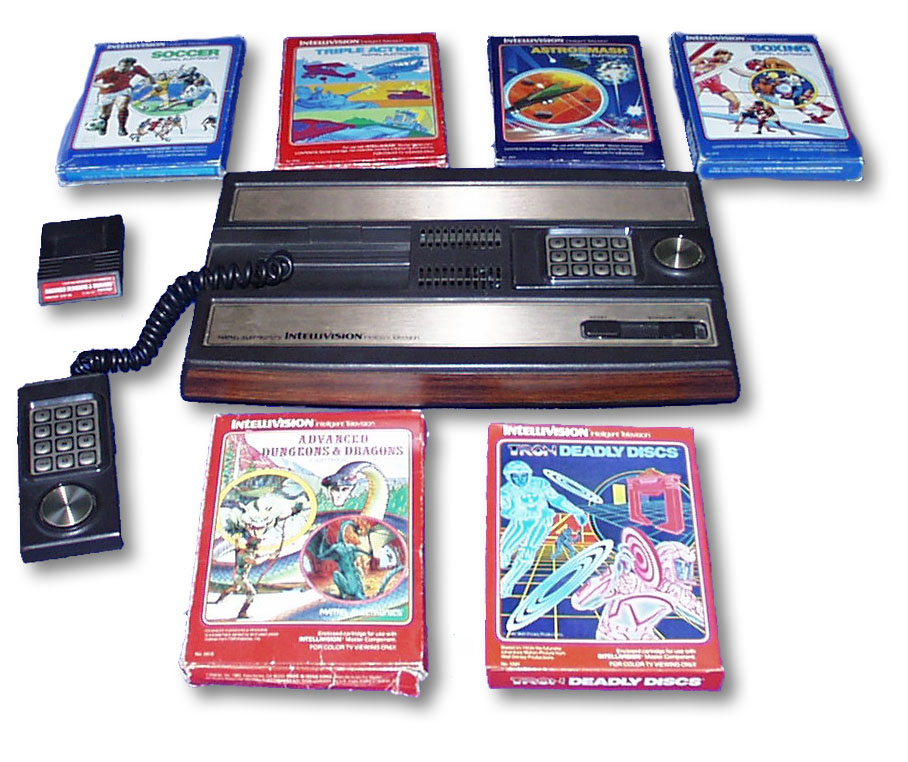
Un sistem de consolă de acasă Intellivision cu mai multe cartușe ROM cu jocuri

Costurile ridicate de dezvoltare a hardware-ului dedicat jocurilor pentru arcade și consolelor de acasă bazat pe circuite logice cu componente discrete și/sau circuite integrate specifice aplicației (ASIC) cu durată de viață limitată pentru consumatori i-au determinat pe ingineri să găsească alternative. Prețul microprocesoarelor au scăzut suficient de mult până în 1975 pentru a face din acestea o opțiune viabilă pentru dezvoltarea consolelor programabile în care s-ar putea încărca software-ul unui joc dintr-o formă de suport care poate fi doar citită.
Fairchild Channel F de la Fairchild Camera and Instrument a fost lansată în 1976. Este prima consolă de acasă care folosește cartușe ROM programabile - permițând jucătorilor să schimbe jocuri - și este prima consolă de acasă care folosește un microprocesor care citește instrucțiunile de pe cartușul ROM. Atari și Magnavox au urmat exemplul în 1977 odată cu lansarea Atari Video Computer System (VCS, cunoscut mai târziu sub numele de Atari 2600) și Magnavox Odyssey 2, ambele sisteme introducând și utilizarea cartușelor. Pentru a finaliza rapid Atari VCS, Bushnell a vândut Atari către Warner Communications cu 28 milioane de dolari, ceea ce a adus infuzia de numerar necesară pentru a finaliza proiectarea sistemului până la sfârșitul anului 1977. Piața inițială pentru aceste noi console a fost inițial modestă, deoarece consumatorii erau încă precauți după saturația consolelor pentru acasă. Cu toate acestea, încă exista un interes pentru jocurile video și noi companii jucătoare au fost atrase de piață, cum ar fi Mattel Electronics cu Intellivision. Spre deosebire de consolele de acasă Pong, consolele bazate pe cartușe programabile au avut o barieră mai mare de intrare pe piață din cauza costurilor de cercetare și dezvoltare și de producție pe scară largă și mai puțini producători au intrat pe piață în această perioadă.
Această nouă linie de console a avut un moment revoluționar când Atari a obținut o licență de la Taito pentru a crea versiunea Atari VCS a succesului arcade Space Invaders, care a fost lansată în 1980. Space Invaders a dublat de patru ori vânzările lui Atari VCS, devenind astfel prima „aplicație ucigașă” din industria jocurilor video și primul joc video care s-a vândut în peste un milion de exemplare și, în cele din urmă, s-a vândut în peste 2,5 milioane până în 1981. Vânzările Atari pentru consumatori aproape s-au dublat de la 119 milioane de dolari la aproape 204 milioane de dolari în 1980 și apoi au explodat la peste 841 de milioane de dolari în 1981, în timp ce vânzările în întreaga industrie a jocurilor video din Statele Unite au crescut de la 185,7 milioane de dolari în 1979 la puțin peste 1 miliard de dolari în 1981. Printr-o combinație de conversii ale propriilor jocuri arcade precum Missile Command și Asteroids și conversii licențiate precum Defender, Atari a devenit un lider dominant în industrie, cu o cotă de piață estimată la 65% din industria mondială în 1981. Mattel s-a clasat pe locul doi, cu aproximativ 15%-20% din piață, în timp ce Magnavox a ocupat o treime îndepărtată, iar Fairchild a ieșit complet de pe piață în 1979.
O altă dezvoltare critică în această perioadă a fost apariția dezvoltatorilor terți (third-party developer). Conducerea de la Atari nu a apreciat talentul special necesar pentru a proiecta și programa un joc video și i-a tratat ca pe niște ingineri software tipici ai perioadei, cărora în general nu li se acordau credite pentru munca lor și nici nu li se acordau drepturi de autor; acest lucru l-a determinat pe Warren Robinett să-și programeze în secret numele într-unul dintre primele ouă de Paște din jocul său Adventure. Politicile Atari în acest sens i-au determinat pe patru dintre programatorii companiei, David Crane, Larry Kaplan, Alan Miller și Bob Whitehead, să demisioneze și să-și formeze propria companie, Activision, în 1979, folosindu-și cunoștințele de dezvoltare ale lui Atari VCS pentru a-și crea și publica propriile jocuri. Atari i-a dat în judecată pentru a opri activitățile Activision, dar companiile au soluționat conflictul în afara instanței, Activision fiind de acord să plătească o parte din vânzările lor de jocuri ca taxă de licență către Atari. Un alt grup de dezvoltatori de la Atari și Mattel au plecat și au format Imagic în 1981, după modelul Activision.
Dominația Atari pe piață a fost contestată de consola ColecoVision de la Coleco în 1982. Așa cum a Space Invaders a crescut vânzările de Atari VCS, Coleco a dezvoltat o versiune cu licență a succesului arcade de la Nintendo, Donkey Kong, ca un joc la pachet cu sistemul său. În timp ce ColecoVision avea doar 17% din piața hardware în 1982, comparativ cu cota de 58% a Atari VCS, s-a vândut mai mult noua consolă Atari, Atari 5200.
Câteva jocuri din această perioadă au fost considerate repere în istoria jocurilor video și unele dintre cele mai vechi din genurile populare. Jocul lui Robinett, Adventure, a fost inspirat din aventura-text Colossal Cave Adventure și este considerat primul joc de aventură grafică, primul joc de acțiune-aventură și primul joc video de rol de fantezie pe consolă. Pitfall! de la Activision, pe lângă faptul că este unul dintre cele mai de succes jocuri de la terți, a stabilit și baza jocurilor cu platformă cu defilare laterală (side-scrolling). Utopia pentru consola Intellivision este primul joc de construire a unui oraș (city-building game) și considerat unul dintre primele jocuri de strategie în timp real.

### Primii pasionați ai jocurilor PC

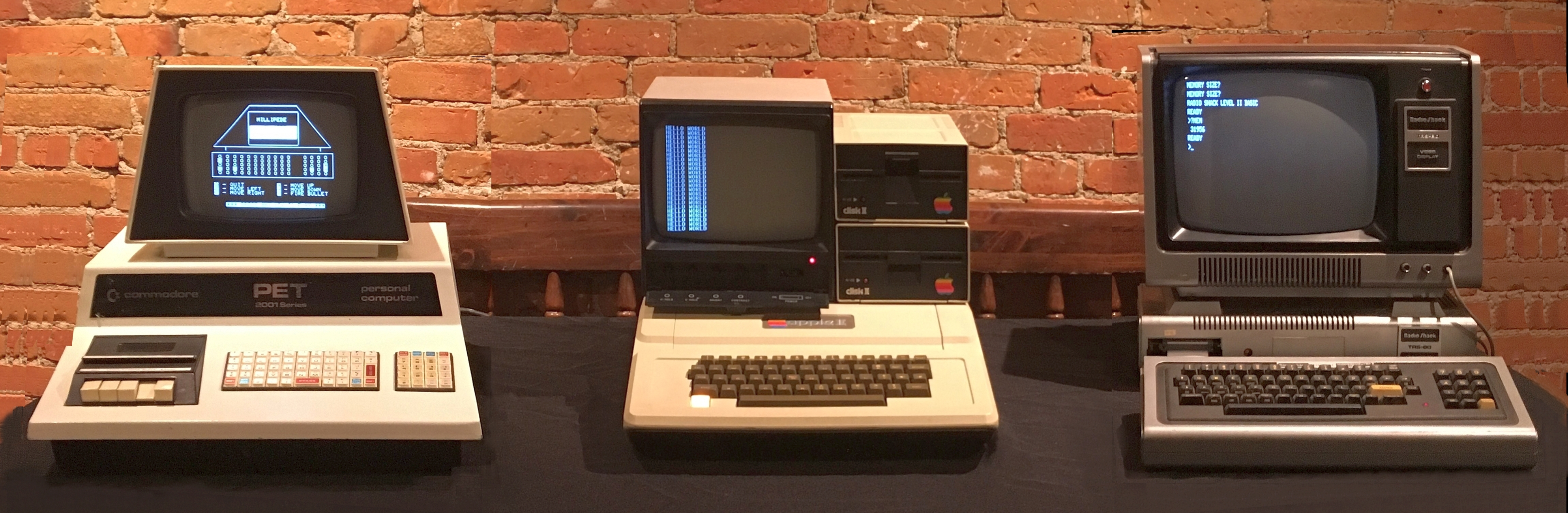
„Trinitatea din 1977” (de la stânga la dreapta): Commodore PET, Apple II și TRS-80

Fructul dezvoltării comerțului cu amănuntul în jocurile video timpurii a apărut în principal în jocurile video arcade și consolele de acasă, dar, în același timp, a existat o piață în creștere a computerelor pentru acasă. Astfel de computere au fost inițial o activitate de hobby, cu minicalculatoare precum Altair 8800 și IMSAI 8080 lansate la începutul anilor 1970. Grupuri precum Homebrew Computer Club din Menlo Park, California, au imaginat cum să creeze noi hardware și software pe baza acestor sisteme de minicalculatoare care ar putea ajunge în cele din urmă pe piață. Calculatoare pentru acasă accesibile au început să apară la sfârșitul anilor 1970 odată cu apariția „Trinității din 1977”: Commodore PET, Apple II și TRS-80. Majoritatea acestora erau livrate cu o varietate de jocuri prefabricate, precum și cu limbajul de programare BASIC, permițând proprietarilor să programeze/creeze jocuri simple.
Curând s-au format grupuri de pasionați al noilor computere și a apărut software dedicat jocurilorr pentru PC. În curând, multe dintre aceste jocuri — la început clone ale clasicelor mainframe, cum ar fi Star Trek, apoi portări sau clone ale unor jocuri arcade populare, cum ar fi Space Invaders, Frogger, Pac-Man (vezi clonele Pac-Man) și Donkey Kong — au fost distribuite printr-o varietate de canale, cum ar fi tipărirea codului sursă al jocului în cărți (precum BASIC Computer Games de David Ahl), reviste (Electronic Games , Creative Computing) și buletine informative, care permiteau utilizatorilor să introducă codul ei înșiși.

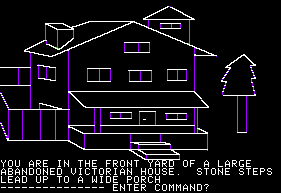
Mystery House este unul dintre primele jocuri de aventură grafică.

În timp ce programarea realizată de pasionații de PC din Statele Unite era considerată o distracție, când cei mai mulți dintre jucători se înghesuiau la consolele de jocuri video, alți așa-ziși „programatori de dormitor” din Regatul Unit și din alte părți ale Europei au căutat modalități de a profita financiar de pe urma muncii lor. Programatorii și-au distribuit lucrările prin expedierea lor fizică și vânzarea de dischete, casete și cartușe ROM. Curând s-a format o mică industrie de subcontractare, cu programatori amatori care vindeau discuri în pungi din plastic așezate pe rafturile magazinelor locale sau trimise prin poștă.
Jocurile pentru mainframe și minicomputer erau încă dezvoltate de studenți și alții în această perioadă folosind limbajele mai puternice oferite de aceste sisteme. O echipă de studenți MIT, Tim Anderson, Marc Blank, Bruce Daniels și Dave Lebling, au fost inspirați de Colossal Cave Adventure pentru a crea jocul de aventură text Zork în 1977 și 1979, iar mai târziu au fondat Infocom pentru a-l republica comercial în 1980. Primele jocuri de aventură grafică de la Sierra On-Line, cum ar fi Mystery House, folosind grafică simplă alături de text, au apărut și ele cam în aceeași perioadă. Rogue, omonim al genului roguelike, a fost dezvoltat în 1980 de Glenn Wichman și Michael Toy, care doreau o modalitate de a face mai aleatoriu modul de joc din Colossal Cave Adventure.

### Primele jocuri portabile cuLED/VFD/LCD

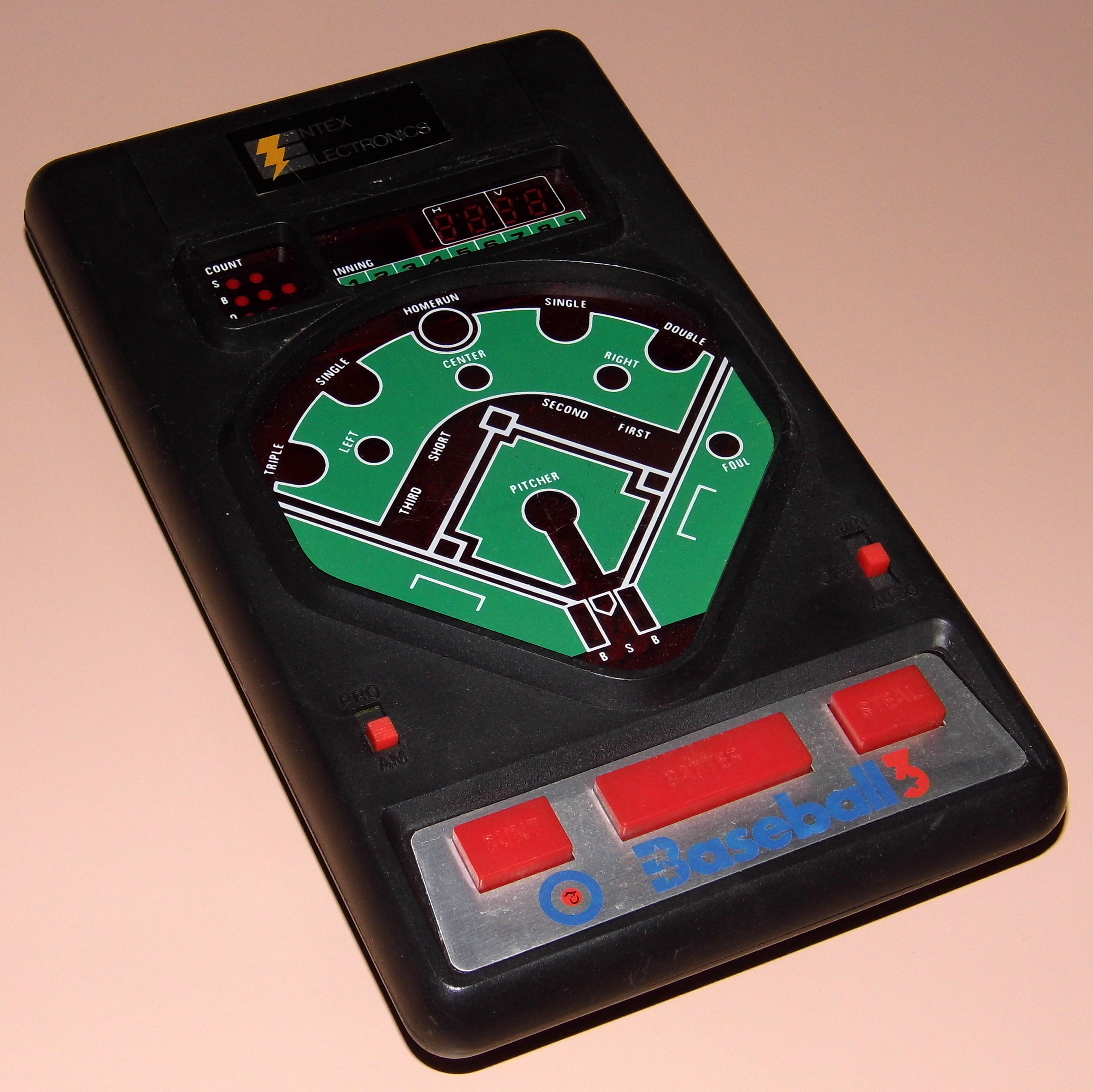
Baseball 3 de la Entex, un joc electronic LCD

Jocurile electronice portabile, folosind toate componentele computerizate, dar de obicei folosind lumini LED sau VFD pentru afișare, au apărut pentru prima dată la începutul anilor 1970. Ecranele LCD au devenit ieftine pentru produsele de larg consum la mijlocul anilor 1970 și au înlocuit LED-urile și VFD-urile în astfel de jocuri, datorită consumului de energie mai mic și dimensiunii mai mici. Majoritatea acestor jocuri au fost limitate la un singur joc datorită simplității afișajului. Companii precum Mattel Electronics, Coleco, Entex Industries, Bandai și Tomy au realizat numeroase jocuri electronice portabile în anii 1970 și începutul anilor 1980.
Cuplate cu microprocesoare ieftine, jocurile electronice portabile au deschis calea pentru cele mai vechi sisteme de jocuri video portabile până la sfârșitul anilor 1970. În 1979, Milton Bradley Company a lansat primul sistem portabil cu cartușe interschimbabile, Microvision, care folosea un ecran încorporat LCD. În timp ce dispozitivul portabil a fost un succes modest în primul an de producție, lipsa jocurilor, dimensiunea ecranului și prăbușirea jocurilor video din 1983 a dus la dispariția rapidă a sistemului.
În 1980, Nintendo a lansat prima sa linie de jocuri electronice portabile cu ecran LCD, Game & Watch. Game & Watch a determinat zeci de alte companii de jocuri și jucării să-și creeze propriile jocuri portabile, multe dintre acestea fiind copii ale jocurilor Game & Watch sau adaptări ale jocurilor arcade populare. Tiger Electronics a împrumutat acest concept de jocuri video cu dispozitive portabile ieftine și accesibile și încă produce jocuri de acest model până în prezent.

## Anii 1980
Industria jocurilor video a cunoscut primele încetiniri majore de creștere la începutul anilor 1980; atractivitatea pieței a făcut ca multe companii cu puțină experiență să încerce să valorifice jocurile video - ceea ce a contribuit la prăbușirea industriei din 1983, decimând piața nord-americană. În urma prăbușirii, companiile japoneze au devenit lideri în industrie, iar pe măsură ce industria a început să se redreseze, au apărut primele edituri majore, maturizând industria pentru a preveni un accident similar în viitor.

### Prăbușirea jocurilor video din 1983

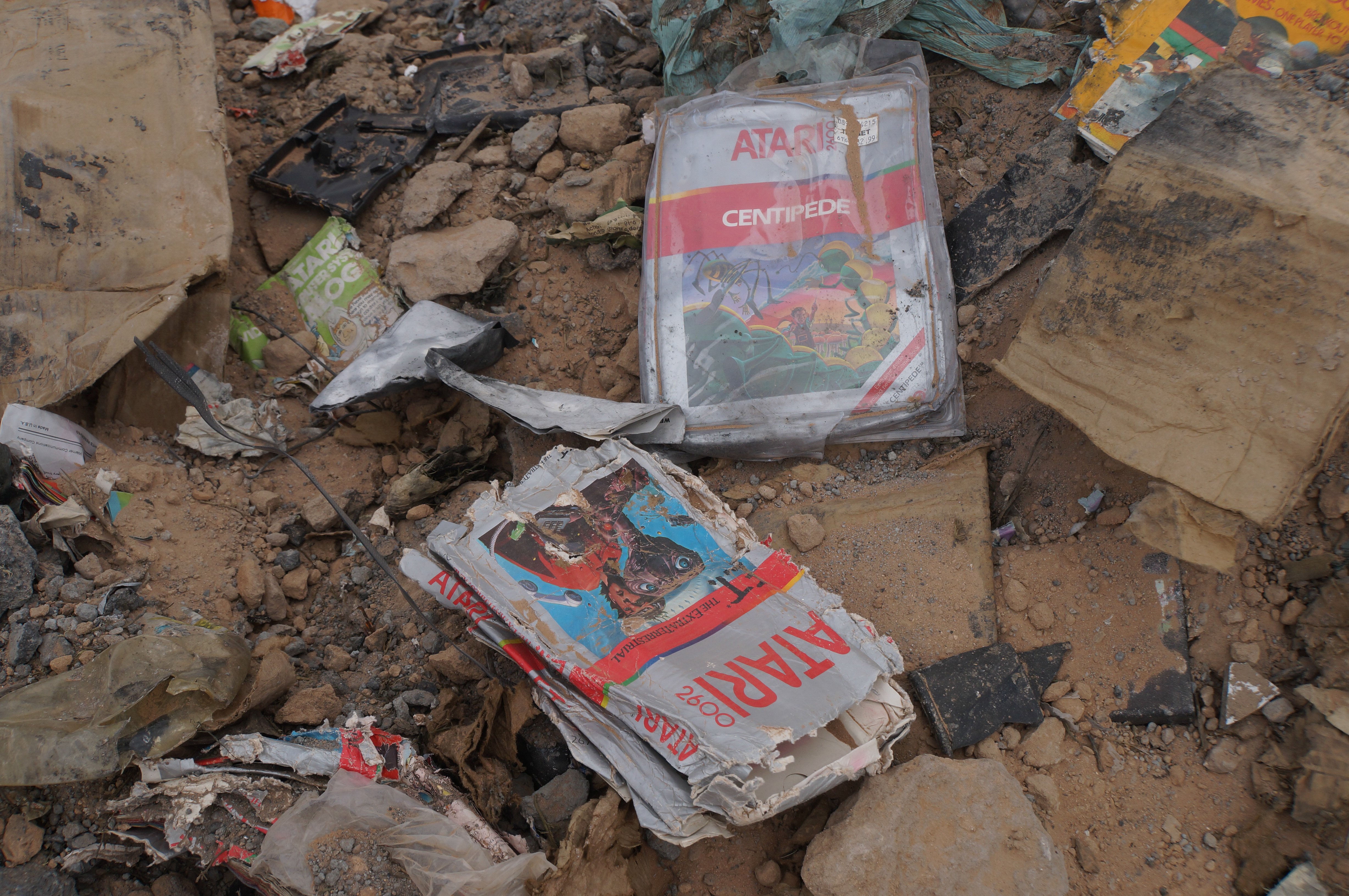
Jocuri Atari VCS nevândute într-o groapă de gunoi

Succesul Activision ca dezvoltator terță parte pentru Atari VCS și alte console de acasă a inspirat alte firme de dezvoltare terță parte să apară la începutul anilor 1980; până în 1983, cel puțin 100 de companii diferite pretindeau că dezvoltă software pentru Atari VCS. S-a estimat că acest lucru a dus la un exces de vânzări, doar 10% dintre jocuri contribuind la 75% din vânzările din 1983, pe baza estimărilor din 1982. În plus, au fost întrebări cu privire la calitatea acestor jocuri. În timp ce unele dintre aceste firme au angajat experți în design și programare de jocuri pentru a construi jocuri de calitate, majoritatea au fost angajate de programatori începători susținuți de capitaliști de risc fără experiență în zonă. Ca urmare, piața Atari VCS s-a diluat cu cantități mari de jocuri de proastă calitate. Aceste jocuri nu s-au vândut bine, iar comercianții și-au redus prețurile pentru a încerca să scape de acestea din inventar. Acest lucru a afectat și mai mult vânzările de jocuri de înaltă calitate, deoarece consumatorii erau atrași să cumpere jocuri cu preț convenabil în detrimentul jocurilor de calitate care aveau un preț normal.
La sfârșitul anului 1983, mai mulți factori, inclusiv o piață inundată de jocuri de calitate proastă și pierderea controlului publicării, lipsa încrederii consumatorilor în liderul pieței Atari din cauza performanței slabe a mai multor jocuri de mare profil și computerele de acasă care au apărut ca o platformă nouă și mai avansată pentru jocuri la aproape același cost ca și consolele de jocuri video, a făcut ca industria de jocuri video din America de Nord să sufere  o scădere severă. Prăbușirea din 1983 a falimentat mai multe companii nord-americane care au produs console și jocuri de la sfârșitul lui 1983 până la începutul lui 1984. Piața americană de 3 miliarde de dolari  în 1983 a scăzut la 100 de milioane de dolari până în 1985, în timp ce piața globală a jocurilor video estimată la 42 miliarde de dolari în 1982 a scăzut la 14 miliarde de de dolari până în 1985. Warner Communications a vândut Atari lui Jack Tramiel de la Commodore International în 1984, în timp ce Magnavox și Coleco au părăsit industria.
Prăbușirea pieței a avut efecte minore asupra companiilor japoneze cu parteneri americani afectați de prăbușire, dar, deoarece majoritatea companiilor japoneze implicate în jocuri video în acest moment aveau o istorie lungă, au reușit să înfrunte efectele pe termen scurt. Prăbușirea a pregătit scena pentru ca Japonia să devină lider în industria jocurilor video în următorii câțiva ani, în special odată cu introducerea de către Nintendo a Nintendo Entertainment System (redenumirea consolei Famicom)  înapoi în SUA și în alte regiuni occidentale în 1985, menținând cu strictețe controlul publicărilor pentru a evita aceiași factori care au dus la prăbușirea din 1983.

### Ascensiunea jocurilor PC

#### Al doilea val de computere pentru acasă

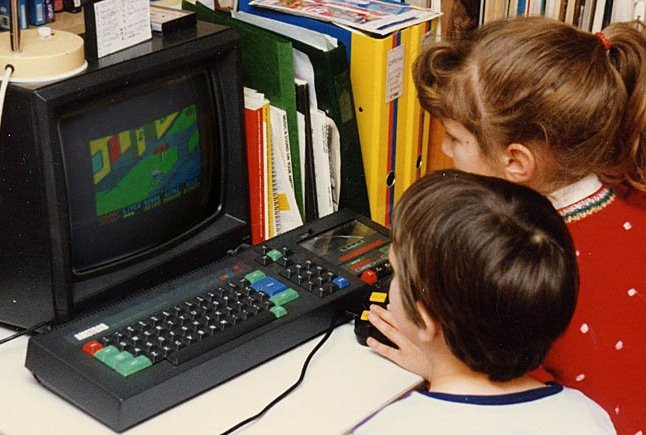
Copii jucând Paperboy pe un Amstrad CPC 464 în 1988

În urma succesului seriilor Apple II și Commodore PET la sfârșitul anilor 1970, la începutul anilor 1980 au apărut o serie de computere de acasă mai ieftine. Acest al doilea lot a inclus Commodore VIC-20 și 64; Sinclair ZX80, ZX81 și ZX Spectrum; NEC PC-8000, PC-6001, PC-88 și PC-98; Sharp X1 și X68000; și familia Atari pe 8 biți, seria BBC Micro, Acorn Electron, Amstrad CPC și MSX. Multe dintre aceste sisteme au avut succes pe piețe regionale.
Aceste noi sisteme au contribuit la catalizarea atât a pieței computerelor de acasă, cât și a jocurilor, prin creșterea gradului de conștientizare a informaticii și a jocurilor prin campanii de publicitate concurente. Acest lucru a fost cel mai notabil în Regatul Unit, unde BBC a încurajat educația informatică și a susținut dezvoltarea BBC Micro cu Acorn. Între BBC Micro, ZX Spectrum și Commodore 64, un nou val de „programatori de dormitor” a apărut în Regatul Unit și au început să-și vândă propriul software pentru aceste platforme, alături de jocuri dezvoltate de mici echipe profesioniste. Mici companii de publicare și distribuție, cum ar fi Acornsoft și Mastertronic, au fost înființate pentru a ajuta acești indivizi și echipe să creeze și să vândă copii ale jocurilor lor. Ubisoft a apărut ca un astfel de distribuitor în Franța la mijlocul anilor 1980, înainte de a se ramifica în dezvoltarea și publicarea de jocuri video. În Japonia, sisteme precum MSX și NEC PC au fost populare și au apărut mai multe companii de dezvoltare care dezvoltă clone arcade și jocuri noi pentru aceste platforme. Printre aceste companii s-au numărat HAL Laboratory, Square și Enix, care au devenit mai târziu unii dintre primii dezvoltatori terți pentru Nintendo Famicom după lansarea sa în 1983.
Jocurile din această perioadă includ primul titlu Ultima de Richard Garriott și primul titlu Wizardry de la Sir-Tech (Wizardry: Proving Grounds of the Mad Overlord), ambele jocuri de rol fundamentale pe computerul personal. Jocul de comerț în spațiu și simulare de luptă Elite de David Braben și Ian Bell a introdus o serie de noi caracteristici grafice și de mod joc și este considerat unul dintre primele jocuri open world și sandbox.

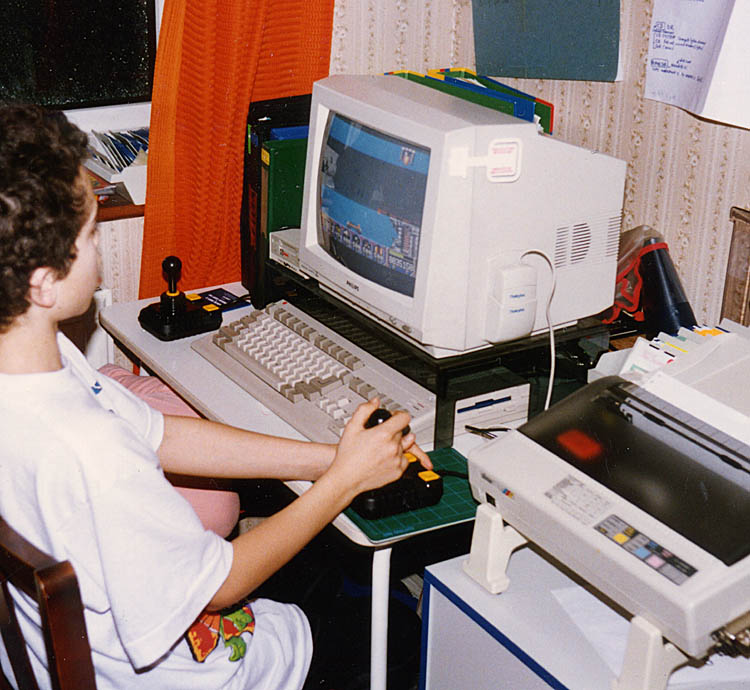
Un copil care se joacă Turrican pe un Amiga 500

Jocurile au dominat bibliotecile de software ale computerelor de acasă. Un compendiu din 1984 de recenzii despre software-ul Atari pe 8 biți a folosit 198 de pagini pentru jocuri, comparativ cu 167 pentru toate celelalte programe. În acel an, piața jocurilor pe computer a preluat locul pieței consolelor în urma prăbușirii din acel an.
Mai târziu, în anii 1980, a apărut următorul val de computere personale, Commodore Amiga și Atari ST în 1985. Ambele computere aveau capacități grafice și de sunet mai avansate decât generația anterioară de computere și au fost create pentru platforme cheie pentru dezvoltarea jocurilor video, în special în Regatul Unit. În acel moment, programatorii din dormitor formaseră deja echipe de dezvoltare și au început să producă jocuri profesionale pentru aceste sisteme. Printre acestea se numără Bullfrog Productions, fondată de Peter Molyneux, care a lansat Populous (primul joc cu zei), DMA Design cu Lemmings, Psygnosis cu Shadow of the Beast și Team17 cu Worms.

#### IBM PC compatible
În timp ce al doilea val de sisteme de calculatoare de acasă a înflorit la începutul anilor 1980, acestea au rămas ca sisteme hardware închise unul față de celălalt; în timp ce programele scrise în BASIC sau în alte limbaje simple ar putea fi copiate cu ușurință, programele mai avansate au necesita portare pentru a îndeplini cerințele hardware ale sistemului țintă. Separat, IBM a lansat primul computer personal IBM (IBM PC) în 1981, livrat cu sistemul de operare MS-DOS. PC-ul IBM a fost proiectat cu o arhitectură deschisă pentru a permite adăugarea de noi componente, dar IBM a intenționat să mențină controlul asupra producției de software BIOS dezvoltat pentru sistem. Pe măsură ce IBM se străduia să răspundă cererii pentru PC-urile sale, alți producători de computere, cum ar fi Compaq, au lucrat pentru a face inginerie inversă a BIOS-ului și au creat computere compatibile IBM PC până în 1983. În 1987, computerele compatibile IBM PC dominau piața computerelor de acasă și de afaceri.
Din punct de vedere al jocurilor video, PC-ul compatibil IBM a revigorat dezvoltarea ulterioară a jocurilor. Un dezvoltator de software poate să creeze un program a îndeplini specificațiile unui PC compatibil IBM și să nu-și facă griji cu privire la marca sau modelul folosit. În timp ce PC-ul IBM inițial suporta doar jocuri cu text monocromatic, dezvoltatorii de jocuri au portat totuși jocuri mainframe și alte jocuri simple de text pe computer, cum a procedat Infocom cu Zork. IBM a introdus controlere de afișare video, cum ar fi adaptorul grafic color (CGA) (1981), adaptorul grafic îmbunătățit (EGA) (1984) și matricea grafică video (VGA) (1987), care au extins capacitatea computerului de a afișa grafică color, deși chiar și cu VGA, acestea au rămas în urmă celor de la Amiga. Primele plăci de sunet dedicate PC-urilor compatibile IBM  au fost lansate începând cu 1987, acestea asigurau intrare și ieșire digitală de conversie a sunetului depășind cu mult difuzoarele interne ale computerului. Odată cu placa de sunet Sound Blaster de la Creative Labs din 1989, a apărut posibilitatea de a conecta un controler de jocuri sau un dispozitiv similar. 
În 2008, Sid Meier a enumerat  IBM PC drept una dintre cele mai importante trei inovații din istoria jocurilor video. Capabilitățile grafice și de sunet ale acestuia (și ale clonelor sale) au dus la apariția a multe jocuri influente în această perioadă (anii 1980). Numeroase jocuri care au fost deja realizate pentru computerele anterioare de acasă au fost ulterior portate pe un sistem compatibil IBM PC pentru a profita de baza mai mare de consumatori, inclusiv seriile Wizardry și Ultima, iar viitoare versiuni au fost lansate pentru IBM PC. Primele jocuri de aventură grafică ale lui Sierra On-Line au fost lansate odată cu seria King's Quest. Primul joc al seriei SimCity de la Maxis a fost lansat în 1989.
La 24 ianuarie 1984 a apărut Apple Macintosh. Spre deosebire de IBM PC, Apple a menținut un sistem mai închis pe Macintosh, creând un sistem bazat pe un sistem de operare bazat pe interfață grafică cu utilizatorul (GUI). Drept urmare, nu a avut aceeași cotă de piață ca și PC-ul compatibil IBM, dar avea totuși o bibliotecă de software respectabilă, inclusiv jocuri video, de obicei portări de pe alte sisteme. 
Primele edituri mari de jocuri video au apărut în anii 1980, susținând în primul rând jocurile PC atât pe PC-uri compatibile IBM, cât și pe sistemele anterioare populare, împreună cu unele jocuri pentru consolă. Printre aceste edituri mari formate în acest moment se numără Electronic Arts și Broderbund, în timp ce Sierra On-Line și-a extins propriile capacități de publicare pentru alți dezvoltatori. Activision, încă în curs de recuperare după impactul financiar al prăbușirii jocurilor video din 1983, s-a extins pentru a include și programe de birou, redenumindu-se ca Mediagenic între 1988–1992.

### Primelejocuri online
Sistemele BBS de dial-up au fost populare în anii 1980 și uneori folosite pentru jocurile online. Cele mai vechi astfel de sisteme au apărut la sfârșitul anilor 1970 și începutul anilor 1980 și aveau o interfață brută cu un text simplu. Sistemele ulterioare au folosit coduri de control al terminalului (așa-numita artă ANSI, care includea utilizarea caracterelor specifice PC-ului IBM care nu fac parte din standardul American National Standards Institute (ANSI) pentru a obține o interfață pseudo-grafică. Unele calculatoare BBS ofereau acces la diverse jocuri care puteau fi rulate printr-o astfel de interfață, de la aventuri text până la jocuri de noroc precum blackjack (jucat în general pentru „puncte” mai degrabă decât pentru bani reali). Pe unele BBS-uri multi-utilizator (unde mai multe persoane puteau fi online simultan), existau jocuri care permiteau utilizatorilor să interacționeze între ei.
SuperSet Software a creat Snipes, un joc de calculator în rețea în modul text în 1983 pentru a testa o nouă rețea de computere bazată pe computere personale IBM și pentru a-și demonstra abilitățile. Snipes este creditat oficial ca fiind inspirația originală pentru NetWare . Se crede că este primul joc de rețea scris vreodată pentru un computer personal comercial și este recunoscut alături de jocul din 1974 Maze War (un joc de labirint multiplayer în rețea pentru mai multe mașini de cercetare) și Spasim (o simulare spațială 3D multiplayer pentru mainframe în timp partajat) ca fiind precursor al jocurilor multiplayer, cum ar fi MIDI Maze din 1987 și Doom din 1993. În 1995 iDoom (mai târziu Kali.net) a fost creat pentru jocurile care permiteau doar jocul în rețea locală care să se conecteze prin internet. La scurt timp au urmat și alte servicii precum Kahn, TEN, Mplayer și Heat.net. Aceste servicii au devenit în cele din urmă învechite când producătorii de jocuri au început să includă propriul software online, cum ar fi Battle.net, WON și mai târziu Steam.
Primele interfețe de utilizator au fost cu text simplu – similare cu BBS – dar funcționau pe computere mainframe mari, permițând un număr mai mare de utilizatori să fie online simultan. Până la sfârșitul deceniului, serviciile inline aveau medii complet grafice folosind software-ul specific fiecărei platforme de computere personale. Serviciile populare bazate pe text au inclus CompuServe, The Source și GEnie, în timp ce serviciile grafice specifice platformei au inclus PlayNET și Quantum Link pentru Commodore 64, AppleLink pentru Apple II și Macintosh și PC Link pentru IBM PC - toate acestea fiind rulate de compania care a devenit în cele din urmă America Online — și de un serviciu concurent, Prodigy. Jocurile interactive au fost o caracteristică a acestor servicii, deși până în 1987 au folosit afișaje bazate pe text, nu grafică.
Între timp, școlile și alte instituții au obținut acces la ARPANET, precursorul internetului modern, la mijlocul anilor 1980. În timp ce conexiunile ARPANET au fost destinate în scopuri de cercetare, studenții au explorat modalități de a utiliza această conectivitate pentru jocuri video. Multi-User Dungeon (MUD) a fost inițial dezvoltat de Roy Trubshaw și Richard Bartle la Universitatea din Essex în 1978 ca un joc multiplayer, dar limitat la sistemul mainframe al școlii, dar a fost adaptat pentru ARPANET când școala a obținut acces la acesta în 1981, făcându-l primul joc conectat la internet primul MUD și un titlu timpuriu de joc online cu multiplayer masiv (MMOG).

### Revenirea consolelor pentru acasă

#### Console pe 8 biți
În timp ce prăbușirea jocurilor video din 1983 a devastat piața din Statele Unite, sectorul jocurilor video din Japonia a rămas nevătămat. În acel an, Nintendo a introdus Famicom (prescurtarea de la Family Computer), în timp ce nou-apăruta în domeniu Sega și-a folosit experiența în jocuri electromecanice arcade pentru a proiecta SG-1000. Famicom a devenit rapid un succes comercial în Japonia, cu 2,5 milioane de console vândute până la începutul anului 1985. Nintendo a vrut să introducă sistemul pe piața slabă din Statele Unite, dar a recunoscut că piața încă are probleme din cauza prăbușirii din 1983, iar jocurile video aveau încă o percepție negativă acolo. Lucrând cu divizia sa Nintendo of America, Nintendo a redenumit Famicom ca Nintendo Entertainment System (NES), dându-i mai degrabă aspectul unui casetofon video decât al unui dispozitiv asemănător unei jucării și a lansat sistemul în Statele Unite în 1985 cu accesorii precum R.O.B. (Robotic Operating Buddy) pentru a face sistemul să pară mai sofisticat decât consolele anterioare pentru acasă. NES a revitalizat piața jocurilor video din SUA, iar până în 1989, piața din SUA a revenit la 5 miliarde dolari. Peste 35 de milioane de sisteme NES au fost vândute în SUA, cu aproape 62 de milioane de unități vândute la nivel global.
Pe lângă revitalizarea pieței americane, consola Famicom/NES a avut o serie de alte efecte de lungă durată asupra industriei jocurilor video. Nintendo a folosit modelul de razor and blades pentru a vinde consola la un cost aproape de cel de producție, în timp ce a avut profit din vânzările de jocuri. Deoarece vânzările de jocuri erau esențiale pentru Nintendo, a controlat inițial toată producția de jocuri, dar la cererile de la companii precum Namco și Hudson Soft, Nintendo a permis dezvoltatorilor terți să creeze jocuri pentru console, dar a controlat strict procesul de producție și a limitat aceste companii la producția a cinci jocuri pe an și a cerut o taxă de licență de 30% la vânzările unui joc, o cifră care a fost folosită de-a lungul dezvoltării consolei până în prezent. Controlul de către Nintendo asupra jocurilor Famicom a dus la o piață de contrabandă cu jocuri neautorizate din țările asiatice. Când a fost lansat NES, Nintendo a folosit lecțiile pe care le-a învățat din propriile probleme de piață cu Famicom și din suprasaturarea pieței americane care a dus la prăbușirea din 1983 și a creat sistemul de blocare 10NES pentru jocurile NES care necesita ca un cip special să fie prezent în cartușele ROM pentru a fi utilizabil pe sistemele NES. 10NES a ajutat la reducerea, deși nu a eliminat, piața bootleg pentru jocurile NES. Nintendo America a creat, de asemenea, „Nintendo Seal of Approval” pentru a marca jocurile licențiate oficial de Nintendo și pentru a descuraja consumatorii să cumpere jocuri fără licență de la terți, care a fost un simptom al prăbușirii din 1983. În Statele Unite, Nintendo America a creat o linie telefonică specială de asistență pentru a oferi jucătorilor ajutor cu jocuri mai dificile și a lansat revista Nintendo Power pentru a oferi sfaturi și trucuri, precum și știri despre viitoarele jocuri Nintendo.
SG-1000 de la Sega nu a mers la fel de bine ca Famicom în Japonia, dar compania a continuat să-l îmbunătățească, lansând Sega Mark III (cunoscut și ca Master System) în 1985. În timp ce Nintendo a avut mai mult succes în Japonia și Statele Unite, Mark III de la Sega s-a vândut mai bine în Europa, Oceania și Brazilia.
Numeroase francize fundamentale de jocuri video au apărut în perioada Famicom/NES și Mark III/Master System, în mare parte produse de companii de dezvoltare japoneze. În timp ce Mario a apărut deja în Donkey Kong și Game & Watch și jocul arcade Mario Bros., jocul din 1985 Super Mario  a făcut ca Mario să devină mascota Nintendo, precum și prima din franciza Super Mario. Sega și-a prezentat și primele personaje mascote, nava Opa-Opa din Fantasy Zone în 1986 și ulterior înlocuită de Alex Kidd prin Alex Kidd în Miracle World în 1986, deși niciunul nu a câștigat recunoașterea populară pe care Mario o obținuse.
Alte francize cheie Nintendo au apărut din jocurile The Legend of Zelda și Metroid, ambele lansate în 1986. Standardul jocurilor PC de rol pe ture  a fost stabilit cu Dragon Quest (1986) de la Chunsoft și Enix, Final Fantasy (1987) de la Square și Phantasy Star (1987) de la Sega. Mega Man (1987) de la Capcom și Castlevania (1986) și Metal Gear (1987) de la Konami au inițiat, de asemenea, francize în desfășurare. Metal Gear este considerat a fi primul joc stealth mainstream.
Odată cu dominația companiei Nintendo, Japonia a devenit epicentrul pieței jocurilor video, deoarece mulți dintre foștii producători americani ieșiseră de pe piață până la sfârșitul anilor 1980. În același timp, dezvoltatorii de software pentru computere de acasă au recunoscut puterea consolelor, iar companii precum Epyx, Electronic Arts și LucasArts au început să-și dedice atenția dezvoltării jocurilor pentru consolă. Până în 1989, piața pentru jocuri pentru consolă pe bază de cartuș ROM a fost de peste 2 miliarde de dolari, în timp ce cea pentru jocurile pe computer a fost mai mică de 300 de milioane de dolari.

#### Console pe 16 biți

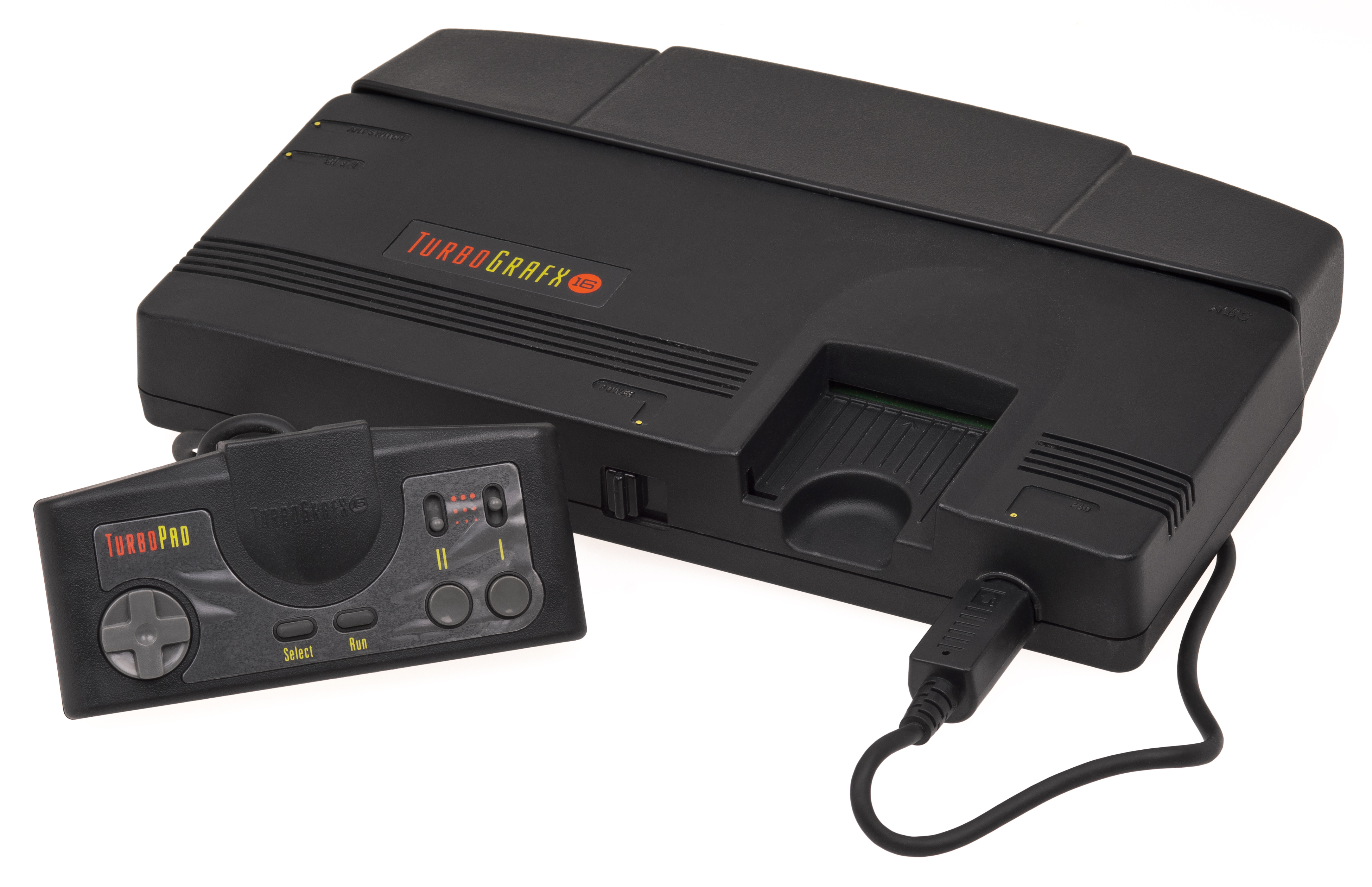
TurboGrafx-16

NEC a lansat consola PC Engine în 1987 în Japonia, redenumită ca TurboGrafx-16 în America de Nord. În timp ce procesorul era încă un sistem pe 8 biți, TurboGrafx-16 folosea un adaptor grafic pe 16 biți, iar NEC a ales să se bazeze în mare măsură pe comercializarea ca sistem pe „16 biți” pentru a se diferenția de NES pe 8 biți. Acest truc a făcut ca folosirea dimensiunii biților procesorului să ajungă un factor cheie în marketingul consolelor de jocuri video în următorul deceniu, o perioadă cunoscută sub numele de „războiul octeților” ("bit wars").
Sega și-a lansat următoarea consolă, Mega Drive, în Japonia în 1988, și a redenumit-o ca Sega Genesis pentru lansarea sa în America de Nord în 1989. Sega a vrut să conteste dominația NES în Statele Unite cu Genesis, iar campania inițială s-a concentrat pe puterea de 16 biți a consolei Genesis, precum și pe o nouă linie de jocuri de sport dezvoltate pentru consolă. Nu a reușit conteste semnificativ dominația NES, astfel că Sega l-a angajat pe Tom Kalinske ca președinte al Sega America pentru a conduce o nouă campanie. Printre modificările aduse de Kalinske s-a numărat o reducere semnificativă a prețului la consolă și combinarea celui mai nou joc Sega Sonic the Hedgehog, cu cea mai nouă mascota Sega cu același nume, împreună cu consola. Schimbările lui Kalinske i-au dat consolei Genesis un avantaj față de NES până în 1991 și au dus la începutul unui război al consolelor între Sega și Nintendo. Consola Nintendo pe 16 biți, Super Nintendo Entertainment System (SNES) a avut dificultăți la lansarea sa inițială în Statele Unite, datorită puterii consolei Genesis. Acest război al consolelor dintre Sega și Nintendo a durat până în 1994, când Sony Computer Entertainment a perturbat activitatea ambelor companii prin lansarea PlayStation.
Printre alte aspecte ale războiului consolelor dintre Sega și Nintendo, această perioadă a adus o revoluție în jocurile video sportive. În timp ce aceste jocuri existau încă de la primele jocuri de tip arcade și consolă, grafica lor limitată a făcut ca jocul să fie foarte simplificat. Când Sega of America a introdus pentru prima dată Genesis în Statele Unite,  a obținut drepturi de folosire a unor nume de sportivi celebri, cum au fost cele din jocurile Pat Riley Basketball și Joe Montana Football, dar jocurile încă nu erau complexe. Electronic Arts (EA), sub conducerea lui Trip Hawkins, dorea să creeze un joc de fotbal mai realist pentru Genesis, cu capacități de calcul pentru acest lucru, dar nu dorea să plătească taxele mari de licență pe care Sega le solicita. EA a reușit să-și asigure drepturile de folosire a numelui antrenorului NFL John Madden și să facă inginerie inversă consolei Genesis pentru a putea produce John Madden Football, unul dintre primele jocuri majore sportive de succes. EA s-a concentrat ulterior asupra jocurilor sportive, extinzându-se în alte sporturi precum baseball, hochei și golf.
Consola Neo-Geo de a SNK a fost cea mai costisitoare consolă  când a fost lansată în 1990. Neo-Geo a folosit hardware similar mașinilor arcade SNK, oferind jocurilor sale o calitate mai bună decât alte console pe 16 biți, dar sistemul era neviabil din punct de vedere comercial. Neo-Geo a fost prima consolă de acasă cu suport pentru carduri de memorie, permițând jucătorilor să-și salveze progresul într-un joc, nu numai acasă, ci și partajat cu jocurile arcade compatibile Neo-Geo.

## Anii 1990
Anii 1990 au fost un deceniu de inovații marcante în jocurile video. A fost un deceniu de tranziție de la grafica raster la grafica 3D și a dat naștere mai multor genuri de jocuri video, inclusiv shooter la prima persoană, strategie în timp real și MMO. Jocurile portabile devin mai populare de-a lungul deceniului, parțial datorită lansării Game Boy în 1989. Jocurile arcade au cunoscut o renaștere la începutul și mijlocul anilor 1990, urmată de un declin la sfârșitul anilor 1990, pe măsură ce consolele de acasă  au devenit mai comune.
Cu toate acestea, pe măsură ce toate tipurile de jocuri arcade au intrat în declin, industria jocurilor video de acasă s-a maturizat într-o formă mai populară de divertisment în anii 1990, dar și jocurile video au devenit tot mai controversate din cauza naturii lor violente, în special în jocurile Mortal Kombat, Night Trap și Doom, ceea ce a dus la formarea în 1994 a Entertainment Software Rating Board și al sistemului de rating al jocurilor de către Interactive Digital Software Association. Evoluțiile majore din anii 1990 includ popularizarea graficii 3D pe computer cu poligoane (inițial în arcade, urmate de console și computere de acasă) și începerea unei consolidări mai mari a editurilor, jocuri cu buget mai mare, dimensiunea crescută a echipelor de producție și colaborări atât cu industria muzicală cât și cu industria cinematografică. Exemple în acest sens includ implicarea lui Mark Hamill în Wing Commander III, introducerea QSound cu plăci de sistem arcade precum CP System II  de la Capcom și bugete mari de producție ale jocurilor precum Final Fantasy VII de la Squaresoft și Shenmue de la Sega.

### Trecerea la medii optice
Până la sfârșitul anilor 1980, jocurile de consolă erau distribuite pe cartușe ROM, în timp ce jocurile pentru PC erau livrate pe dischete, ambele formate având limitări la capacitatea de stocare. Suporturile optice, și în special CD-ROM-ul, au fost introduse pentru prima dată la mijlocul anilor 1980 pentru distribuția muzicii, iar la începutul anilor 1990, au devenit ieftine pentru a fi încorporate în dispozitivele de calcul de consum, inclusiv pentru console și calculatoare pentru acasă. Pe lângă faptul că oferă mai multă capacitate pentru conținut de joc, mediile optice au făcut posibilă includerea în jocuri a unor segmente video lungi, cum ar fi video cu mișcare completă sau scene animate sau pre-randate, permițând adăugarea mai multor elemente narative jocurilor.
Înainte de anii 1990, unele jocuri arcade au explorat folosirea discurilor laser, cel mai notabil fiind Dragon's Lair în 1983. Aceste jocuri sunt considerate filme interactive și folosesc video cu mișcare completă de pe discul laser, determinând jucătorul să răspundă prin comenzi la momentul potrivit pentru a continua jocul. În timp ce aceste jocuri erau populare la începutul anilor 1980, costul prohibitiv al tehnologiei laserdisc la acea vreme le-a limitat succesul. Când tehnologia media optică s-a maturizat și a scăzut prețul în anii 1990, au apărut noi jocuri arcade cu laserdisc, cum ar fi Mad Dog McCree în 1990. Pioneer Corporation a lansat consola de jocuri LaserActive în 1993 care folosea doar discuri laser, cu suplimente de expansiuni pentru a juca jocuri din biblioteca Sega Genesis și NEC TurboGrafx-16, dar cu un preț de bază al consolei de 1000 de dolari și suplimente de 600 de dolari,  consola nu a fost un succes financiar.
Pentru console, mediile optice erau mai ieftine de produs decât cartușele ROM, iar loturile de CD-ROM-uri puteau fi produse într-o săptămână, în timp ce asamblarea cartușelor putea dura de la două până la trei luni, pe lângă capacitatea mai mare. Au fost create suplimente pentru consolele pe 16 biți pentru a utiliza suporturi CD, inclusiv PC Engine și Mega Drive. Alți producători au realizat consoledual-media, cum ar fi TurboDuo de la NEC. Philips a lansat CD-i în 1990, o consolă care folosea doar medii optice, dar unitatea avea capacități de joc limitate și avea o bibliotecă de jocuri limitată. Nintendo a procedat la fel ca Sony pentru a dezvolta un SNES bazat pe CD, cunoscut sub numele de Super NES CD-ROM, dar această afacere a eșuat chiar înainte de anunțul public și, ca urmare, Sony a continuat să dezvolte diverse concepte până când a lansat consola PlayStation în 1994, consolă care a folosit exclusiv medii optice. Sony a reușit să valorifice modul în care piața japoneză a gestionat vânzările de jocuri în Japonia pentru PlayStation, producând doar un număr limitat de jocuri noi pe CD-ROM, cu capacitatea de a produce rapid noi copii ale unui joc în cazul în care acesta se dovedește a fi de succes, un aspect care nu putea fi realizat cu cartușele ROM care trebuiau să fie produse toate în avans. Acest lucru a ajutat Sony să depășească Nintendo și Sega în anii 1990. Un joc cheie pentru PlayStation care s-a adaptat formatului CD a fost Final Fantasy VII, lansat în 1997: dezvoltatorii Square au vrut să facă tranziția seriei de la 2D la utilizarea modelelor 3D și, deși seria a fost anterior exclusivă pentru consolele Nintendo, Square a stabilit că le este imposibil să folosească cartușe ROM pentru distribuție când CD-ROM-ul PlayStation le oferă spațiu pentru tot conținutul dorit, inclusiv scenele pre-randate.   După PlayStation, toate consolele de jocuri de acasă s-au bazat pe suporturi optice pentru distribuția fizică a jocurilor, în afara consolelor Nintendo 64 și Switch.
La PC-uri, unitățile CD au fost inițial disponibile ca periferice înainte de a deveni componente standard interioare. Tehnologia CD-ROM a fost disponibilă încă din 1989,   The Manhole de la Cyan Worlds fiind unul dintre primele jocuri distribuite pe acest mediu. În timp ce CD-ROM-urile au servit ca un mijloc mai bun de distribuire a jocurilor mai mari, cum ar fi lansările din 1993 Myst de la Cyan  și The 7th Guest de la Trilobyte, jocuri de aventură care au încorporat segmente video cu mișcare completă printre scenele fixe pre-randate, încorporând suport CD-ROM în joc. Ambele jocuri au fost considerate aplicații ucigașe care au ajutat la standardizarea formatului CD-ROM pentru computere.

### Grafica 3D timpurie
Pe lângă tranziția către mediile optice, industria în ansamblu a avut o schimbare majoră către grafica de computer 3D în timp real în jocuri în timpul anilor 1990. Au existat o serie de jocuri arcade care au folosit grafică vectorială wireframe simplă pentru a simula 3D, cum ar fi Battlezone, Tempest și Star Wars. O provocare unică în grafica 3D pe computer este că randarea în timp real necesită de obicei calcule cu virgulă mobilă pentru care, până în anii 1990, majoritatea hardware-ului pentru jocuri video nu era potrivit. În schimb, multe jocuri au simulat efecte 3D, cum ar fi utilizarea redării paralaxe a diferitelor straturi de fundal, scalarea sprite-urilor pe măsură ce se deplasau spre sau departe de vederea jucătorului sau alte metode de randare, cum ar fi Mode 7 de la SNES. Aceste trucuri pentru a simula grafica redată 3D prin sisteme 2D sunt denumite în general grafică 2.5D.
Redarea 3D în timp real, cu poligoane, a fost popularizată curând de jocurile lui Yu Suzuki pentru Sega AM2: Virtua Racing (1992) și Virtua Fighter (1993), ambele rulând pe placa de sistem arcade Sega Model 1; o parte din personalul Sony Computer Entertainment (SCE) implicat în crearea consolei originale de jocuri video PlayStation consideră Virtua Fighter ca inspirație pentru hardware-ul grafic 3D al PlayStation. Potrivit fostului producător SCE Ryoji Akagawa și președintelui Shigeo Maruyama, PlayStation a fost considerată inițial ca un hardware axat pe 2D și abia după succesul Virtua Fighter în arcade au decis să (re)proiecteze PlayStation pentru grafică 3D. Maparea texturii și filtrarea texturii au fost popularizate în curând prin jocurile de curse și lupte 3D.
Consolele de jocuri video de acasă, cum ar fi PlayStation, Sega Saturn și Nintendo 64, au devenit, de asemenea, capabile să producă grafică 3D prin maparea texturii. Nintendo lansase deja Star Fox în 1993, care includea cipul co-procesor grafic Super FX încorporat în cartușul jocului pentru a sprijini randarea poligonală pentru SNES, iar Nintendo 64 includea un coprocesor grafic direct pe consolă.
Pe computerele personale, John Carmack și John Romero de la id Software au experimentat randarea în timp real a jocurilor 3D prin Hovertank 3D și Catacomb 3-D. Acestea au dus la lansarea lui Wolfenstein 3D în 1992, considerat a fi shooter-ul original la persoana întâi, deoarece a făcut lumea jocului suficient de rapidă pentru a ține pasul cu mișcările jucătorului. Cu toate acestea,  hărțile din Wolfenstein 3D au fost limitate la un singur nivel plat. Îmbunătățirile vor veni odată cu Ultima Underworld de la Blue Sky Productions, care includea etaje cu diferite înălțimi și rampe, care au durat mai mult timp pentru a se randa, dar erau considerate acceptabile în jocul de rol, și cu Doom de la id, prin adăugarea unor efecte de lumină printre alte caracteristici, dar totuși cu limitări ale hărților efectiv bidimensionale și majoritatea inamicilor și obiectelor reprezentate de sprite în joc. id a creat unul dintre primele motoare grafice de joc care a separat conținutul de gameplay și straturile de randare și a licențiat acest motor altor dezvoltatori, rezultând jocuri precum Heretic și Hexen, în timp ce alți dezvoltatori de jocuri și-au construit propriile motoare bazate pe conceptele motorului Doom, cum ar fi Duke Nukem 3D și Marathon. În 1996,  Quake de la id a fost primul joc de calculator cu un adevărat motor de joc 3D cu modele de personaje și obiecte în joc și, ca și în cazul motorului Doom, id a licențiat motorul Quake, ceea ce a dus la o creștere suplimentară a jocurilor de împușcături la persoana întâi.  Până în 1997, primele plăci grafice 3D dedicate consumatorilor au fost disponibile pe piață, determinate de cererea de împușcături la persoana întâi (first-person shooters), iar în anii care au urmat au fost create numeroase motoare de jocuri 3D, inclusiv Unreal Engine, GoldSrc și CryEngine, precum și stabilirea 3D ca noul standard în majoritatea jocurilor video pe computer.

### Renașterea și declinul jocurilor arcade

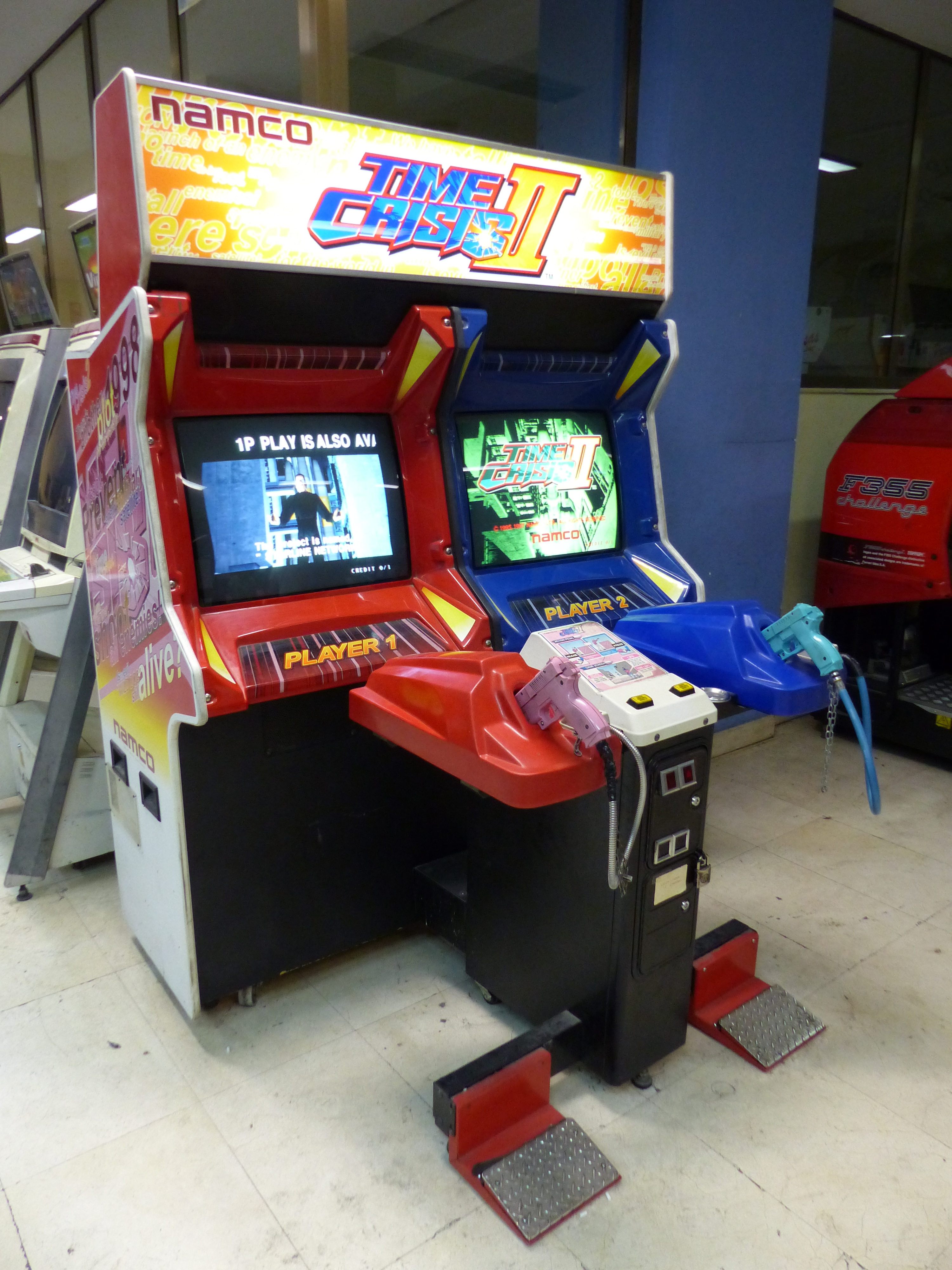
Un joc arcade cu arme ușoare Time Crisis II

Lansarea din 1991 a lui Capcom Street Fighter II a popularizat jocurile de luptă unu-contra-unu competitive. Succesul său a dus la un val de alte jocuri de luptă populare, cum ar fi Mortal Kombat și The King of Fighters. Jocurile sportive precum NBA Jam au devenit, de asemenea, populare pentru scurt timp în sala de jocuri în această perioadă.
Un număr tot mai mare de jucători a așteptat ca jocurile arcade populare să fie portate pe console, în loc să pompeze monede în mașinile arcade. Această tendință a crescut odată cu introducerea de periferice mai realiste pentru sistemele de jocuri pe computer și console, cum ar fi joystick-urile pentru jocuri de avioane și kituri de roți/pedale de curse.  Pentru a rămâne pe piață, producătorii de arcade precum Sega și Namco au continuat să împingă limitele graficii 3D dincolo de ceea ce era posibil în produsele pentru acasă. Virtua Fighter 3 pentru Sega Model 3, de exemplu, s-a remarcat pentru că avea grafică 3D în timp real care se apropia de calitatea video CGI full motion (FMV). De asemenea, Namco a lansat Namco System 23 pentru a rivaliza cu Model 3. În 1998, totuși, noua consolă de la Sega, Dreamcast,  putea produce grafică 3D la fel ca mașina arcade Sega Naomi. După ce a produs placa Hikaru mai puternică în 1999 și Naomi 2 în 2000, Sega a încetat în cele din urmă să mai producă plăci de sistem arcade personalizate, plăcile lor arcade ulterioare fiind bazate fie pe console, fie pe componente comerciale PC.
Pe măsură ce patronajul jocurilor arcade a scăzut, mulți au fost forțați să închidă afacerea până la sfârșitul anilor 1990 și începutul anilor 2000. Jocurile clasice operate cu monede au devenit în mare parte locul pasionaților dedicați și o atracție terță pentru unele afaceri, cum ar fi cinematografele, cuștile de bătaie, terenurile de golf în miniatură și mașini arcade din magazine de jocuri precum FYE. Golul lăsat a fost parțial umplut de marile centre de distracție dedicate să ofere medii curate și sigure și sisteme costisitoare de control al jocului, care nu sunt disponibile pentru utilizatorii casnici. Aceste jocuri arcade mai noi oferă jocuri de conducere auto sau alte jocuri sportive cu cabine de pilotaj specializate integrate în aparatul de arcade, jocuri de ritm care necesită controlere unice, cum ar fi Guitar Freaks și Dance Dance Revolution și jocuri de împușcături cu arme ușoare bazate pe trasee, cum ar fi Time Crisis. Unitățile de jocuri arcade s-au extins pentru a include alte opțiuni de divertisment, cum ar fi mâncare și băutură, ca francizele Dave & Buster's și GameWorks orientate spre adulți, în timp ce Chuck E. Cheese's este un tip similar de afacere pentru familii și copii mici.

### Jocurile portabile devin majore
În 1989, Nintendo a lansat Game Boy pe bază de cartuș ROM, prima consolă portabilă de jocuri  importantă după Microvision lansată cu zece ani înainte. Cu sistemul a inclus Tetris, care a devenit unul dintre cele mai bine vândute jocuri video din toate timpurile, atrăgând multe persoane care nu ar juca în mod normal jocuri video pe dispozitivul portabil. Mai multe console portabile rivale și-au făcut debutul la începutul anilor 1990, inclusiv Sega Game Gear și Atari Lynx (prima consolă portabilă cu afișaj LCD color). Deși aceste sisteme erau mai avansate din punct de vedere tehnologic și destinate să se potrivească cu performanța consolelor de acasă, ele au fost îngreunate de un consum mai mare al bateriei și de mai puțin suport de la dezvoltatorii terți. În timp ce unele dintre celelalte sisteme au rămas în producție până la mijlocul anilor 1990, Game Boy și încarnările sale succesive, Game Boy Pocket, Game Boy Color și Game Boy Advance, au fost practic necontestate pentru dominația pe piața consolelor portabile din anii 1990. Familia Game Boy a introdus și primele tranșe din seria Pokémon cu Pokémon Red and Blue, care rămâne una dintre cele mai bine vândute francize de jocuri video pentru Nintendo.

### Jocuri pe calculator
Odată cu introducerea graficii 3D și a unui accent mai puternic pe jocurile pentru consolă, dezvoltatorii mai mici, în special cei care lucrau pe computere personale, au fost în mod obișnuit ocoliți de edituri care nu mai acceptau alte riscuri. Shareware, o nouă metodă de distribuire a jocurilor de la aceste echipe mai mici, a apărut la începutul anilor 1990. De obicei, un joc shareware poate fi solicitat de către un consumator, care îl primește gratuit (în afara costurilor de transport). Dacă consumatorului i-a plăcut jocul, atunci poate plăti pentru jocul complet. Ulterior, acest model a fost extins pentru a include versiunea „demo” a unui joc pe suportul CD-ROM al unei reviste de jocuri, apoi mai târziu ca descărcări digitale de pe diverse site-uri precum Tucows. id Software este creditat cu implementarea cu succes a ideii atât pentru Wolfenstein 3D, cât și pentru Doom, idee care a fost folosită ulterior de Apogee (acum 3D Realms), Epic MegaGames (acum Epic Games).
În această perioadă au fost stabilite mai multe genuri cheie. Wolfenstein 3D și Doom sunt jocurile care au format genul shooter first-person (FPS); genul în sine s-a numit „clonă Doom ” până în 2000, când FPS a devenit termenul mai popular. Jocurile grafice de aventură au devenit proeminente în această perioadă; inclusiv Myst și The 7th Guest, mai multe dintre jocurile de aventură LucasArts, inclusiv seria Monkey Island. Cu toate acestea, genul jocurilor de aventură a fost considerat mort până la sfârșitul anilor 1990 din cauza popularității în creștere a FPS-ului și a altor genuri de acțiune. Primele simulatoare imersive, jocuri care au oferit jucătorului mai multă acțiune și opțiuni prin sisteme de joc flexibile, au apărut după ascensiunea jocurilor FPS, cu jocuri precum Ultima Underworld: The Stygian Abyss și Thief: The Dark Project. Thief a extins, de asemenea, ideea de jocuri stealth și a creat ideea de jocuri „first person sneaker” în care jocul este mai puțin axat pe lupte.
Jocurile de strategie în timp real au crescut și ele în popularitate în anii 1990, cu jocurile Dune II, Warcraft: Orcs & Humans și Command & Conquer. Primele jocuri de strategie 4X (prescurtare de la „Explorare, Expansiune, Exploatare, Exterminare”) au apărut și ele în acest deceniu, popularizate de Sid Meyer's Civilization în 1991. Alone in the Dark din 1992 a stabilit multe elemente ale genului survival horror care au fost incluse în jocul de consolă Resident Evil din 1996. Jocurile de simulare  au devenit populare, inclusiv cele de la Maxis începând cu SimCity în 1989 și care au culminat cu The Sims, care a fost lansat pentru prima dată la începutul anului 2000.
Conectivitatea online în jocurile pe calculator a devenit din ce în ce mai importantă. Bazându-se pe popularitatea tot mai mare a MUD-urilor bazate pe text din anii 1980, MUD-urile grafice precum Habitat au folosit interfețe grafice simple alături de text pentru a vizualiza experiența jocului. Primele jocuri de rol online cu multiplayer masiv  au adaptat noua abordare grafică 3D pentru a crea lumi virtuale pe ecran, începând cu Meridian 59 în 1996 și au fost popularizate prin succesul Ultima Online în 1997 și EverQuest și Asheron's Call în 1999. Conectivitatea online a devenit importantă și în genuri precum FPS și RTS, permițând jucătorilor să se conecteze la adversari umani prin telefon și conexiune la internet. Unele companii au creat clienți pentru a ajuta la conectivitate, cum ar fi Battle.net de la Blizzard Entertainment.
În anii 1990, Microsoft a lansat versiunile sale inițiale ale sistemului de operare Microsoft Windows pentru computere personale, o interfață grafică de utilizator menită să înlocuiască MS-DOS. Dezvoltatorilor de jocuri le-a fost dificil să programeze pentru unele dintre versiunile inițiale de Windows, deoarece sistemul de operare tindea să blocheze accesul la dispozitivele de intrare și ieșire. Microsoft a dezvoltat DirectX în 1995, integrat ulterior în Microsoft Windows 95 și viitoarele produse Windows, ca un set de biblioteci pentru a oferi programatorilor de jocuri acces direct la aceste funcții. Acest lucru a ajutat, de asemenea, la furnizarea unei interfețe standard pentru a normaliza gama largă de plăci grafice și de sunet disponibile pentru computerele personale până în acest moment, ajutând și mai mult la dezvoltarea continuă a jocului PC.

### Console de acasă pe 32 și 64 de biți

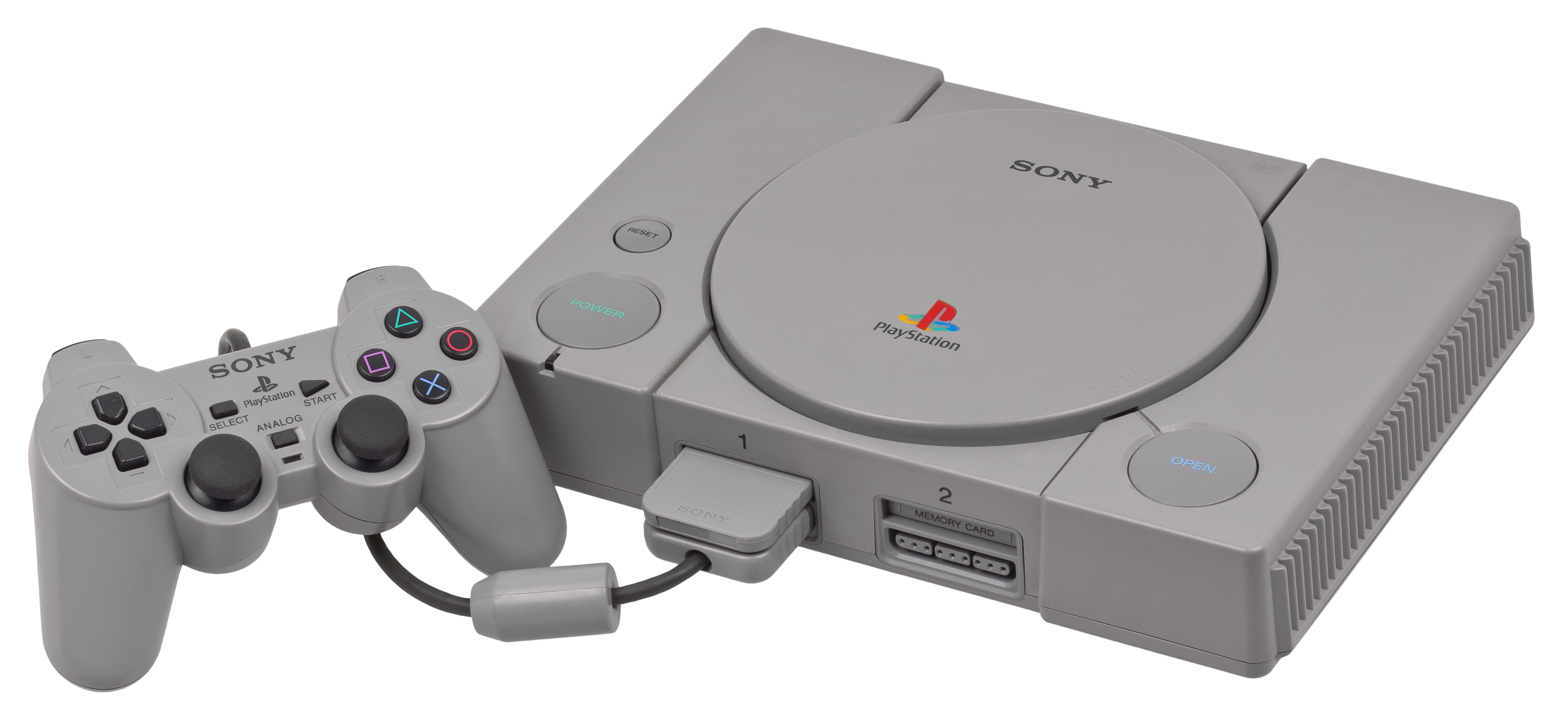
Sony PlayStation.

Lansarea de către Sony a primei console PlayStation în 1994 a împiedicat atât războiul consolelor Nintendo-Sega, dar a făcut dificilă intrarea pe piață a noilor companii. PlayStation a adus nu numai revoluția în mediile CD-ROM, ci și suport încorporat pentru randarea grafică 3D poligonală. Atari a încercat să reintre pe piață cu Atari Jaguar pe 32 de biți în 1993, dar nu avea bibliotecile de jocuri oferite de Nintendo, Sega sau Sony. Compania 3DO a lansat 3DO Interactive Multiplayer în 1993, dar a avut un preț mai mare în comparație cu alte console de pe piață; în plus o piață de console suprasaturată a făcut ca 3DO să rămână în urma competitoriloe. Sega a pus foarte mult accent pe Sega Saturn pe 32 de biți, lansat în 1994, pentru a concura cu Genesis și, deși inițial s-a descurcat bine în vânzări în comparație cu PlayStation, în curând a pierdut teren în fața gamei mai mari de jocuri populare de pe PlayStation. Următoarea consolă Nintendo după SNES a fost Nintendo 64, o consolă pe 64 de biți cu suport pentru randarea 3D poligonală. Cu toate acestea, Nintendo a optat să folosească în continuare formatul de cartuș ROM, ceea ce a făcut-o să piardă în fața lui PlayStation, ceea ce a permis companiei Sony să devină jucătorul dominant pe piața consolelor până în 2000.
Final Fantasy VII a fost un titlu de referință în industrie și a introdus conceptul de jocuri de rol jucătorilor de pe consolă. Originea jocurilor video muzicale a apărut odată cu jocul PlayStation PaRappa the Rapper în 1997, împreună cu succesul jocurilor arcade precum beatmania și Dance Dance Revolution. Resident Evil și Silent Hill au stat la baza genului actual survival horror. Nintendo a avut propriile succese critice cu GoldenEye 007 de la Rare, primul shooter la persoana întâi pentru o consolă care a introdus funcții de bază pentru gen, și The Legend of Zelda: Ocarina of Time, unul dintre cele mai apreciate jocuri din toate timpurile.

## Anii 2000
În anii 2000 au apărut inovații atât pentru console, cât și pentru PC-uri într-o piață din ce în ce mai competitivă pentru sistemele de jocuri portabile. Impactul disponibilității mai largi a internetului a dus la noi schimbări ale gameplay-ului, schimbări în hardware-ul pentru jocuri și introducerea serviciilor online pentru console.
Fenomenele de modificări ale jocurilor video create de utilizatori (denumite în mod obișnuit „modificări” - "mods") pentru jocuri, o tendință care a început în timpul erei Wolfenstein 3D și Doom, a continuat până la începutul secolului 21. Cel mai faimos exemplu este cel al lui Counter-Strike; lansat în 1999, este încă unul dintre cele mai populare shooter online la persoana întâi, chiar dacă a fost creat ca o modificare/un mod pentru Half-Life de doi programatori independenți. În cele din urmă, designerii de jocuri și-au dat seama de potențialul modurilor și al conținutului personalizat în general de a spori valoarea jocurilor lor și astfel au început să încurajeze crearea acestora. Câteva exemple în acest sens includ Unreal Tournament, care le-a permis jucătorilor să importe scene 3dsmax pentru a le folosi ca modele de personaje și The Sims de la Maxis, pentru care jucătorii puteau crea obiecte personalizate.
În China, consolele de jocuri video au fost interzise în iunie 2000. Acest lucru a dus la o explozie a popularității jocurilor pe calculator, în special a MMO-urilor. Cu toate acestea, consolele și jocurile pentru acestea sunt ușor de achiziționat, deoarece există o piață subterană robustă care le importă și le distribuie în toată țara. Un alt efect secundar al acestei legi a fost încălcarea sporită a drepturilor de autor ale jocurilor video.

### Peisajul schimbător al consolei de acasă
Dominația Sony pe piața consolelor la începutul anilor 2000 a provocat o schimbare majoră pe piață. Sega a încercat încă o incursiune cu Dreamcast în 1998, prima consolă cu o conexiune la internet încorporată pentru jocul online. Cu toate acestea, reputația Sega a fost pătată de Saturn, iar Sony a anunțat viitorul PlayStation 2, iar Sega a părăsit piața consolelor hardware după Dreamcast, deși a rămas în dezvoltarea jocurilor arcade, precum și în dezvoltarea de jocuri pentru console. Biblioteca Dreamcast are câteva jocuri inovatoare, în special seria Shenmue, care sunt considerate un pas major înainte pentru jocul 3D într-o lume deschisă și a introdus mecanica rapidă a evenimentelor în forma sa modernă.

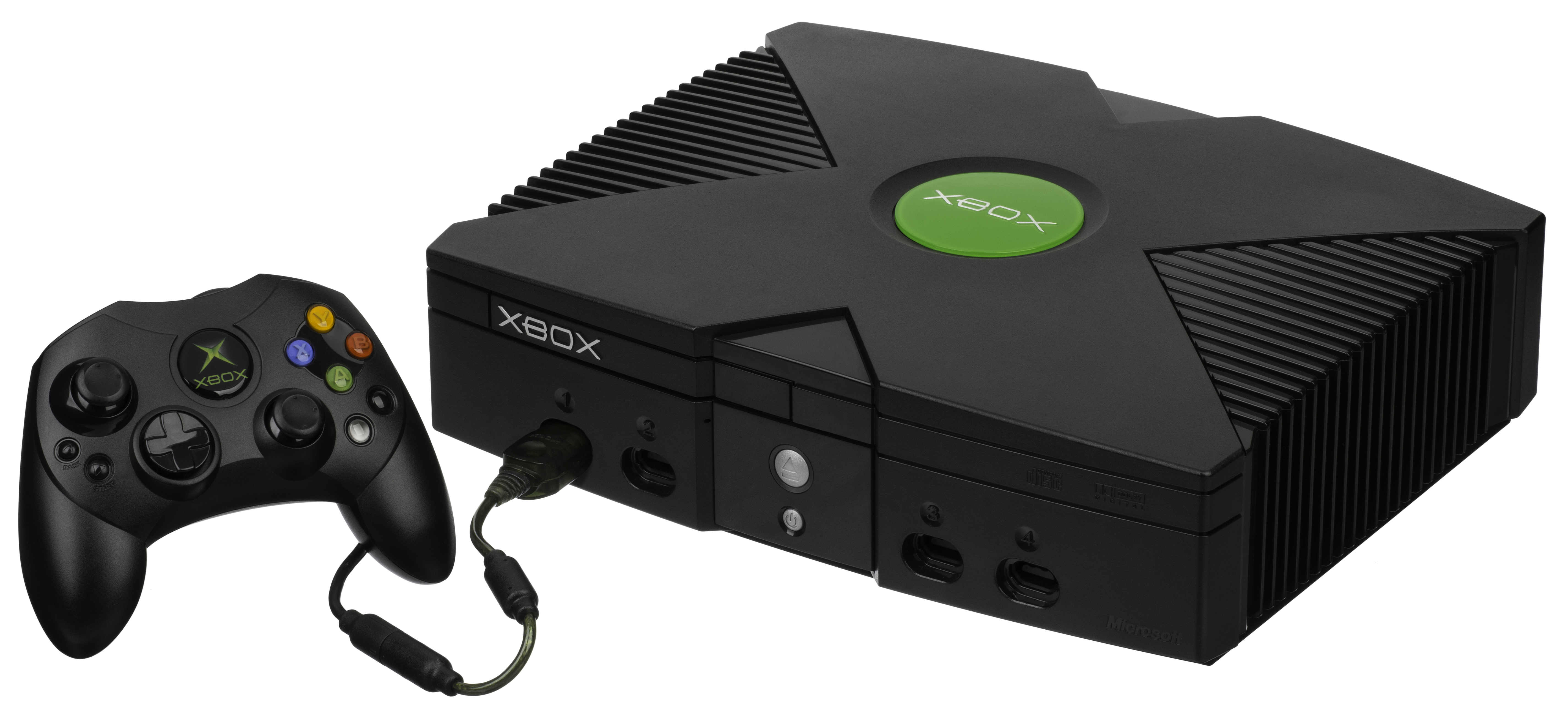
Xbox, debutul Microsoft în industria consolelor de jocuri video

Sony a lansat PlayStation 2 (PS2) în 2000, prima consolă care acceptă noul format DVD și cu capabilități de a reda filme DVD și discuri audio CD, precum și de a juca jocuri PlayStation într-un mod compatibil cu versiunea anterioară alături de jocurile PS2. La Nintendo, după Nintendo 64, a urmat GameCube în 2001, prima sa consolă care a folosit discuri optice, deși într-un format special pentru sistem. Cu toate acestea, un nou jucător a intrat în piața de console, Microsoft cu prima sa consolă Xbox, lansată tot în 2001. Microsoft se temea că PS2 de la Sony va deveni un punct central de divertisment electronic acasă și va diminua rolul computerului de casă și, după ce a dezvoltat recent setul de biblioteci DirectX pentru a standardiza interfețele hardware de joc pentru computerele bazate pe Windows, a folosit aceeași abordare pentru a crea Xbox.
PS2 a rămas platforma lider în prima parte a deceniului și rămâne cea mai vândută consolă de acasă din toate timpurile, cu peste 155 de milioane de unități vândute. Acest lucru s-a datorat parțial unui număr de jocuri critice lansate pe sistem, inclusiv Grand Theft Auto III, Metal Gear Solid 2 și Final Fantasy X.  Xbox a reușit să câștige locul doi, dar cu o pierdere semnificativă pentru Microsoft. Cu toate acestea, pentru Microsoft, pierderea a fost acceptabilă, deoarece le-a demonstrat că pot concura în piața de console. Xbox a introdus și titlul emblematic al Microsoft, Halo: Combat Evolved, care s-a bazat pe funcționalitatea Ethernet încorporată în Xbox pentru a susține jocul online.

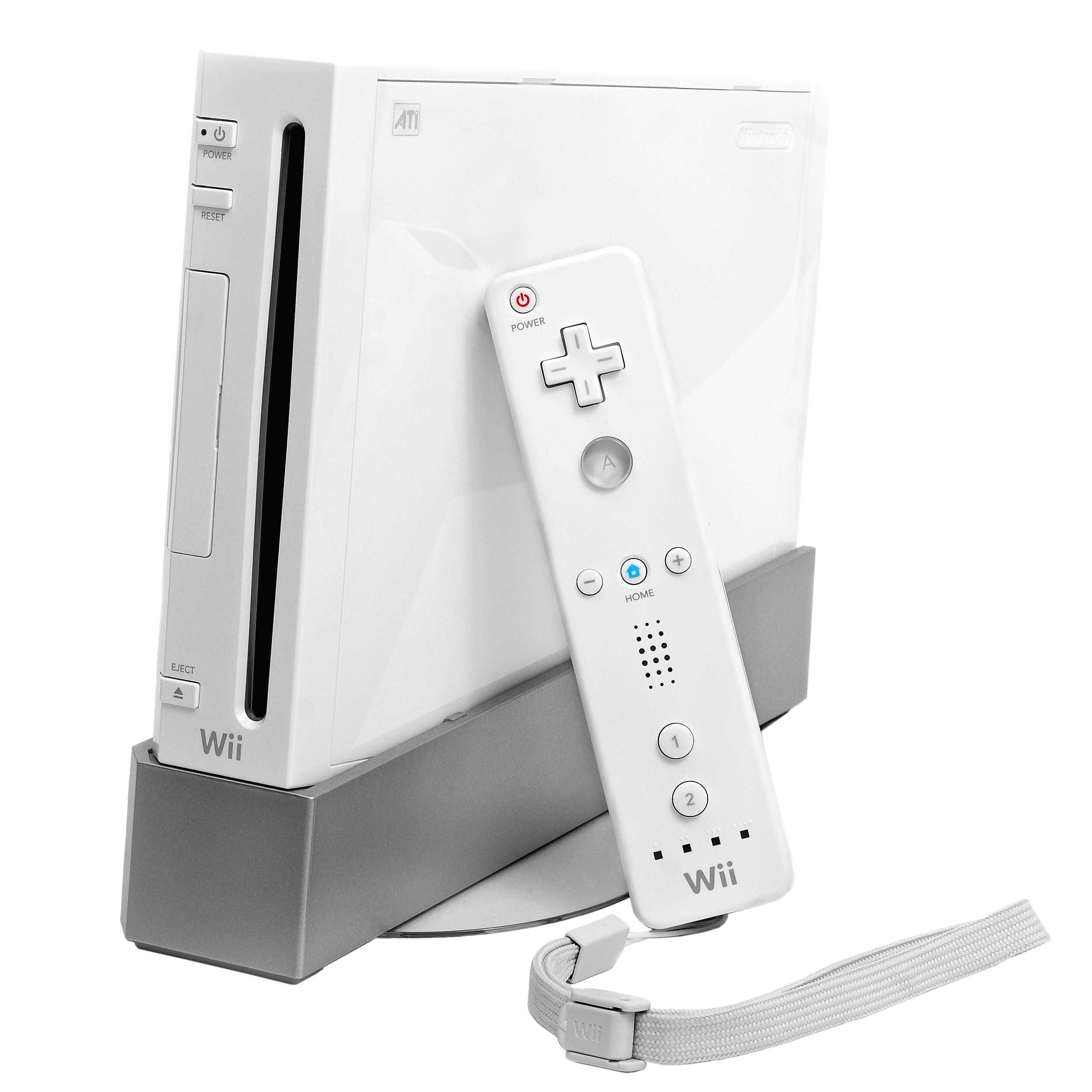
Nintendo Wii

Până la mijlocul anilor 2000, doar Sony, Nintendo și Microsoft erau considerați jucători importanți în spațiul hardware al consolei. Toți trei și-au prezentat următoarea generație de hardware între 2005 și 2006, începând cu Xbox 360 de la Microsoft în 2005 și PlayStation 3 (PS3) de la Sony în 2006, urmată de Wii de la Nintendo mai târziu în acel an. Xbox 360 și PS3 au arătat o convergență cu hardware-ul computerului personal: ambele console au fost livrate cu suport pentru grafică de înaltă definiție, medii optice de densitate mai mare, cum ar fi Blu-ray-urile, hard disk-uri interne pentru stocarea jocurilor și au avut conexiune la internet încorporată. Microsoft și Sony au dezvoltat, de asemenea, servicii digitale online, Xbox Live și PlayStation Network, care i-au ajutat pe jucători să se conecteze cu prietenii online, să se potrivească pentru jocuri online și să cumpere noi jocuri și conținut din magazinele online. În schimb, Wii a fost conceput după strategia oceanului albastru de către Nintendo după vânzările slabe ale GameCube. În loc să încerce să concureze fiecare caracteristică de la Microsoft și Sony, Nintendo a proiectat Wii pentru a fi o consolă pentru un joc inovator, în loc de o performanță ridicată, și a creat Wii Remote, un controler bazat pe detectarea mișcării. Modul de joc conceput în jurul telecomenzii Wii a adus succese instantanee, cum ar fi Wii Sports, Wii Sports Resort și Wii Fit, iar Wii a devenit una dintre consolele cele mai vândute în câțiva ani. Succesul comenzilor de mișcare ale Wii a determinat parțial Microsoft și Sony să-și dezvolte propriile sisteme de control cu detecție a mișcării, Kinect și PlayStation Move.

### MMO-uri, e-sporturi și servicii online

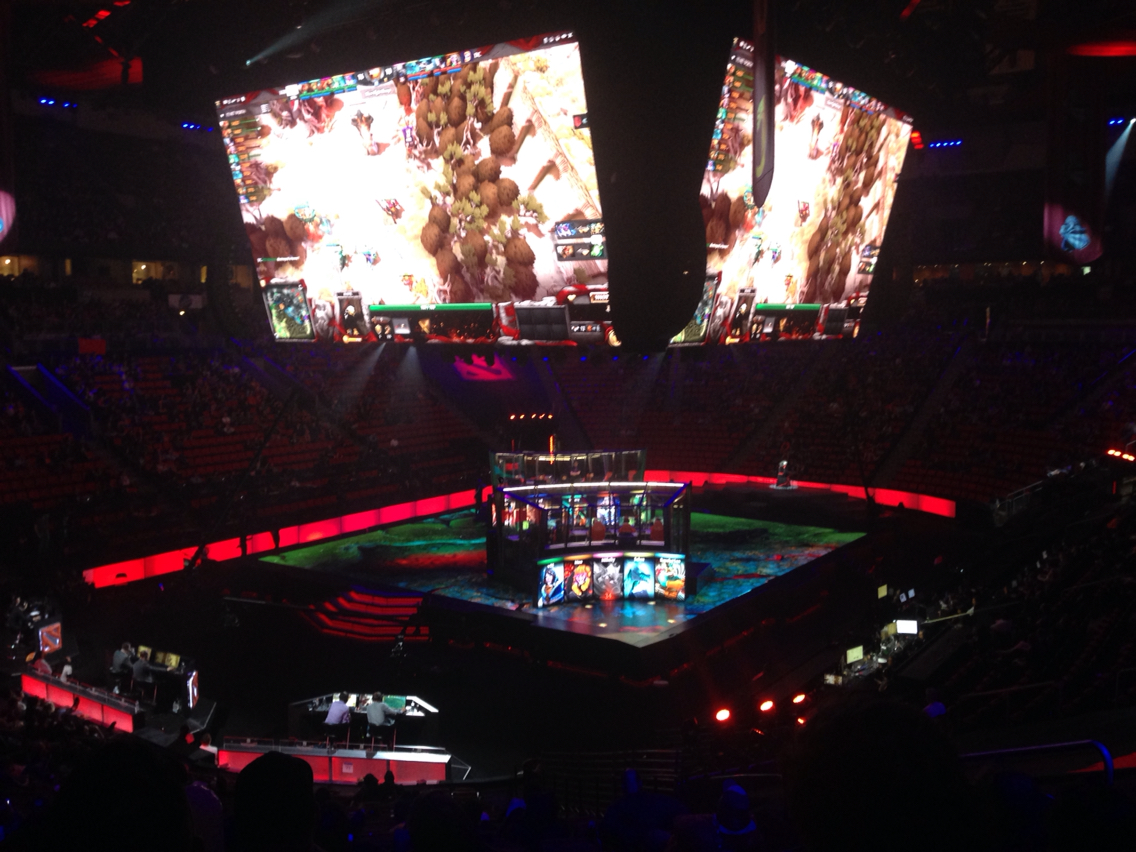
The International 2016, un eveniment de e-sport

Pe măsură ce conexiunea la internet în bandă largă accesibilă s-a răspândit, mulți editori au apelat la jocurile online ca o modalitate de inovație. Jocurile de rol online masiv multiplayer (MMORPG-uri) au prezentat jocuri importante pentru computer precum RuneScape, EverQuest și Ultima Online, World of Warcraft fiind unul dintre cele mai de succes. Au fost lansate și alte jocuri online multiplayer la scară largă, cum ar fi Second Life, care s-a concentrat mai ales pe interacțiunile sociale cu avatarele jucătorilor virtuali și creațiile utilizatorilor, în loc de modul de joc.
Din punct de vedere istoric, MMORPG-urile bazate pe consolă au fost puține la număr din cauza lipsei de opțiuni de conectivitate la Internet pentru platforme. Acest lucru a făcut dificilă stabilirea unei comunități de abonament suficient de mare pentru a justifica costurile de dezvoltare. Primele MMORPG-uri semnificative pentru consolă au fost Phantasy Star Online pe Sega Dreamcast (care avea un modem încorporat și un adaptor Ethernet aftermarket), urmate de Final Fantasy XI pentru Sony PlayStation 2 (un adaptor Ethernet aftermarket a fost livrat pentru a sprijini acest joc). Fiecare platformă majoră lansată de la apariția Dreamcast  a avut inclusă fie capacitatea de a suporta o conexiune la Internet, fie  opțiunea disponibilă ca supliment aftermarket. Xbox de la Microsoft avea și propriul serviciu online numit Xbox Live. Xbox Live a fost un succes uriaș și s-a dovedit a fi o forță motrice pentru Xbox cu jocuri precum Halo 2 care au fost foarte populare.
Primele competiții majore de esports (sport electronic) au început și ele în anii 2000. În timp ce Street Fighter II și alte jocuri de luptă din anii 1990 au dus la organizarea unor competiții impurii de jocuri video, sporturile electronice profesionale au apărut în Coreea de Sud în jurul anului 2000, multe dintre evenimentele lor fiind legate de jocurile de luptă actuale și diferite jocuri RTS precum StarCraft și WarCraft III. Până în 2010, au fost fondate numeroase turnee internaționale de e-sporturi în diferite genuri de jocuri.

### Jocuri de browser, casual și de socializare
La sfârșitul anilor 1990 și începutul anilor 2000, accesibilitatea la internet și noile tehnologii online au înflorit, cum ar fi Java și Adobe Flash. Deși Adobe Flash a fost inițial destinat să fie un instrument de dezvoltare a site-urilor web complet interactive, Flash și-a pierdut poziția în acest domeniu, dar dezvoltatorii individuali au găsit modalități de a utiliza instrumentul pentru animații și jocuri, ajutați de ușurința instrumentelor de dezvoltare în acest scop. Site-ul Newgrounds a fost creat pentru a ajuta oamenii să-și împărtășească și să-și promoveze lucrările Flash. Deși acestor jocuri Flash le lipsește complexitatea jocului de pe console sau computere, acestea au fost disponibile gratuit și au generat idei creative ce pot fi exploatate; de exemplu, Crush the Castle a inspirat direct popularul joc pentru mobil Angry Birds, în timp ce fondatorul Newgrounds, Tom Fulp, a făcut echipă cu animatorul Dan Paladin pentru a crea Alien Hominid ca un joc Flash, pe care l-a transformat mai târziu în Castle Crashers, creat cu studioul The Behemoth.
Flash și alte platforme pentru browser au creat o nouă tendință în jocurile ocazionale, cu o complexitate limitată și concepute pentru sesiuni de joc scurte sau improvizate. Multe erau jocuri puzzle, cum ar fi Popcap's Bejeweled și PlayFirst 's Diner Dash, în timp ce altele erau jocuri cu un ritm mai relaxat și cu diferite finaluri. Site-uri precum Kongregate și dezvoltatori precum PopCap, Zynga și King au devenit lideri în acest domeniu.
Pe măsură ce site-urile de socializare au început să se maturizeze, primele jocuri de rețele sociale au apărut pe platformele sociale. Aceste jocuri se bazează de obicei pe utilizatori pentru a interacționa cu prietenii lor prin intermediul site-ului de socializare pentru a obține o formă de „energie” pentru a continua să se joace. Happy Farm, lansat în China în 2008, este considerat primul astfel de joc social major. Influențat de seria RPG japoneză de consolă  Story of Seasons, Happy Farm a atras zilnic 23 de milioane de utilizatori activi în China. Curând a inspirat multe clone precum Sunshine Farm, Happy Farmer, Happy Fishpond, Happy Pig Farm și jocuri pe Facebook precum FarmVille, Farm Town, Country Story, Barn Buddy, Sunshine Ranch, Happy Harvest, Jungle Extreme și Farm Villain. Happy Farm a fost inspirația directă a jocului FarmVille, care a avut peste 80 de milioane de utilizatori activi în întreaga lume până în 2010.

### Jocurile mobile
Separat, jocurile pe dispozitive mobile au avut un succes limitat până la mijlocul anilor 2000. Nokia instalase Snake pe linia sa de telefoane mobile începând cu Nokia 6110 în 1997. Producători similari de telefoane, asistenți digitali personali și alte dispozitive au inclus și jocuri încorporate, dar acestea au fost concepute doar pentru a trece timpul mai repede. Pe măsură ce tehnologia telefonului s-a îmbunătățit, o cultură japoneză a telefoanelor mobile s-a dezvoltat în jurul anului 2003, cu jocuri variind de la jocuri puzzle și jocuri virtuale pentru animale de companie care utilizează tehnologii de scanare a amprentelor și telefonului cu cameră până la jocuri 3D cu grafică de calitate PlayStation. Jocurile mai vechi în stil arcade au devenit foarte populare pe telefoanele mobile, care erau o platformă ideală pentru jocurile în stil arcade concepute pentru sesiuni de joc mai scurte. Namco a încercat să introducă jocurile mobile în Europa în 2003. Nokio a lansat N-Gage, un sistem hibrid de jocuri pentru telefon/portabil, în 2003, dar a avut un succes limitat în comparație cu Game Boy Advance de la Nintendo.
În jurul anului 2005, au fost disponibile pe piață primele smartphone -uri, care ofereau conectivitate de date alături de servicii telefonice. Operatorii au autorizat jocurile pentru a fi puse la vânzare pe o vitrină, dar acest lucru nu a prins din cauza vitrinelor disparate și a diferențelor dintre modelele de telefoane, iar jocurile nu au putut fi la fel de sofisticate ca pe console sau dispozitive portabile din cauza hardware-ului limitat de pe smartphone-uri. În 2007, Apple, Inc. a lansat primul iPhone, care era mai avansat din punct de vedere tehnologic decât alte smartphone-uri de pe piață, și și-a dezvăluit App Store în 2008 prin care puteau fi achiziționate noi aplicații. Cu App Store, dezvoltatorii, odată înscriși ca parteneri, pot ulterior să dezvolte și să publice propriile aplicații prin intermediul magazinului. Acest lucru a permis dezvoltatorilor de orice dimensiune să participe la piața App Store. Google, care a dezvoltat sistemul de operare mobil Android concurent, și-a lansat propria versiune a unui magazin de aplicații în 2008, denumit mai târziu Google Play în 2012.
Utilizarea vitrinelor de aplicații de la Apple și Google pentru aplicații de jocuri a început rapid cu succese timpurii precum Angry Birds și Bejeweled. Când Apple a introdus achizițiile în aplicație (in-app purchases, IAP) în octombrie 2009, un număr de dezvoltatori au găsit modalități de a câștiga bani din jocurile mobile în mod unic în comparație cu jocurile tradiționale, stabilind modelul freemium în care un joc este de obicei gratuit pentru descărcare și jucare, dar jucătorii sunt încurajați să-și accelereze progresul prin intermediul achizițiilor IAP. Jocuri precum Candy Crush Saga și Puzzle & Dragons, ambele din 2012, au stabilit această abordare ca model de afaceri extrem de profitabil pentru jocurile mobile. Mulți dintre dezvoltatorii de jocuri de rețele sociale au lucrat fie pentru a integra o versiune mobilă cu versiunea lor existentă, fie pentru a-și schimba complet jocul pe platforma mobilă, pe măsură ce jocurile mobile au devenit mai populare. O nouă creștere a popularității jocurilor mobile a apărut în China, unde majoritatea locuitorilor nu dețin computere și unde consolele importate au fost interzise de guvern începând cu 2000, deși în cele din urmă interdicția a fost complet ridicată în 2015. În schimb, majoritatea jucătorilor din China au folosit telefoane mobile sau au accesat jocuri pe bază de abonament prin cafenele PC. Jocurile mobile s-au dovedit, de asemenea, populare și de succes financiar acolo, cu o creștere de zece ori a pieței de jocuri video din China între 2007 și 2013.
Odată cu creșterea jocurilor mobile a apărut și introducerea microconsolelor, console de acasă low-cost, care foloseau sistemul de operare Android pentru a profita de biblioteca mare de jocuri deja realizată pentru dispozitive mobile. Cu toate acestea, jocurile mobile au înlocuit și piața consolelor portabile: atât Nintendo 3DS, cât și PlayStation Vita (ambele versiuni din 2011) au înregistrat scăderi majore ale vânzărilor față de predecesorii lor, Nintendo DS și respectiv PlayStation Portable (ambele versiuni din 2004), în urma creșterii rapide a jocurilor mobile. Sony a ieșit de atunci de pe piața consolelor portabile.

### Industria jocurilor video AAA și apariția jocurilor independente
Jocurile video au început să înregistreze bugete tot mai mari pentru dezvoltare începând cu anii 2000; Final Fantasy VII a avut un buget estimat de 40-45 de milioane de dolari americani, fără costurile de marketing, în timp ce primul joc Shenmue a fost estimat la 47-70 de milioane de dolari americani. Dezvoltatorii mai mari au început să abordeze jocurile ca pe filmele de la Hollywood, nu doar luând în considerare aspectele de dezvoltare, distribuție și marketing, dar încorporând bugete atât pentru cinematografia din joc, inclusiv actori profesioniști și proprietăți licențiate, cât și elemente promoționale mai mari. Aceste noi abordări au extins și mai mult bugetele jocului. La fel ca filmele de succes, industria jocurilor video a început să numească aceste jocuri cu buget mare și editurile și dezvoltatorii din spatele lor drept „AAA” sau „triplu A” până la sfârșitul anilor 1990 și începutul anilor 2000.
Ca urmare a bugetelor mai mari și a tehnologiei mai bune, au apărut noi jocuri bazate pe narațiuni pentru a încorpora povești mai mari drept componente mai directe ale modului de joc, cum ar fi prin eliminarea scenelor tăiate prerandate în favoarea scenelor realizate cu motorul jocului. Încorporarea narațiunii în jocurile de acțiune a dus parțial la scăderea genului jocurilor de aventură la începutul anilor 2000. Exemple de jocuri influente din această perioadă includ Half-Life 2, Portal, Batman: Arkham Asylum, Bioshock, Metal Gear Solid 2 și Resident Evil 4, precum și primele titluri din seriile de lungă durată Call of Duty și Assassin's Creed.

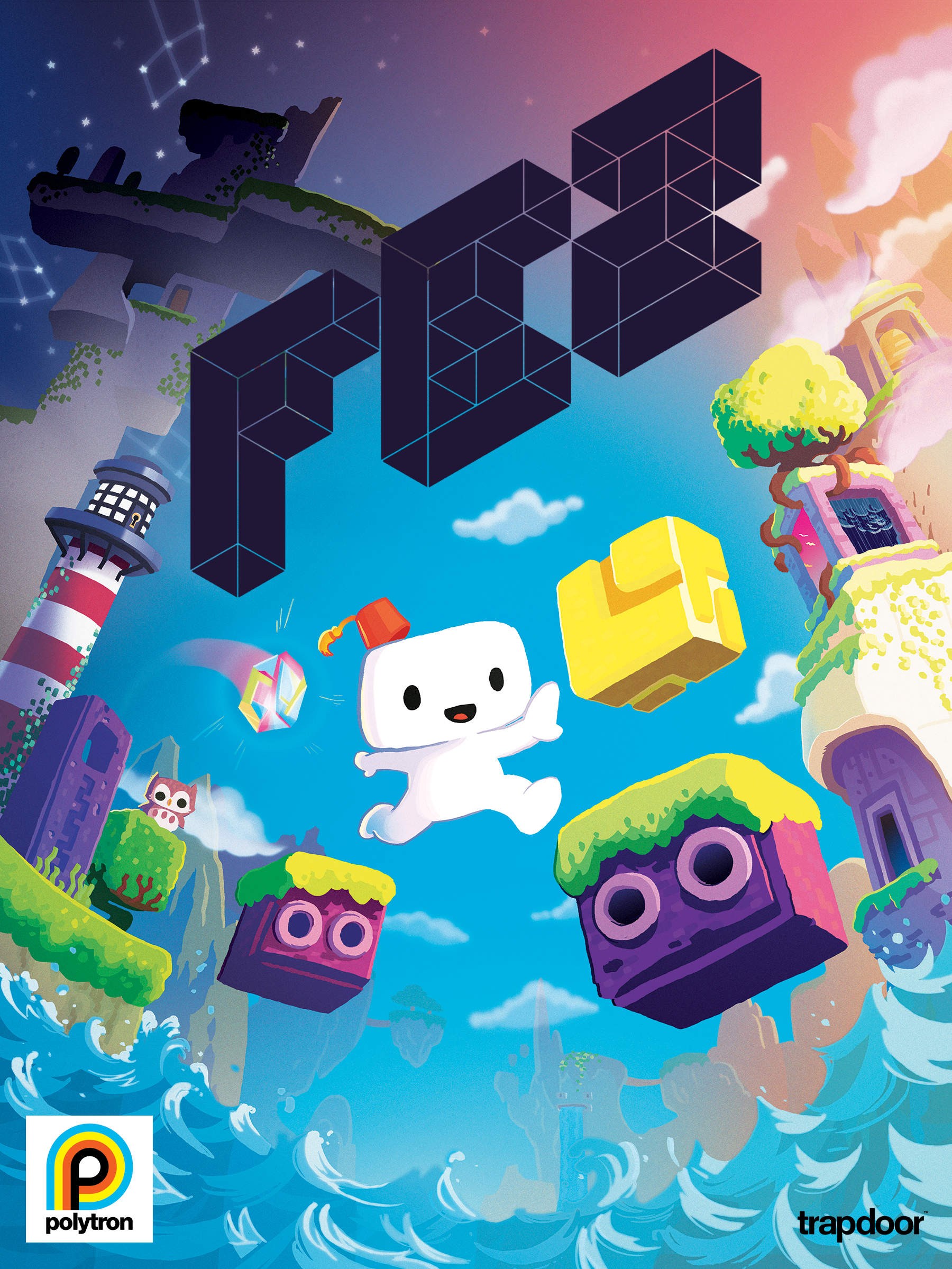
Fez, unul dintre primele jocuri independente de succes

Dezvoltarea jocurilor pentru pasionați și de software free și open-source homebrew a existat încă de la apariția primelor computere pentru acasă la sfârșitul anilor 1970 și 1980, odată cu trecerea la shareware de către indivizi și echipe mici de dezvoltare în anii 1990, dar importanța jocurilor pe consolă și ascensiunea tehnologiei jocurilor 3D au făcut să fie inițial dificil pentru dezvoltatorii individuali să participe competitiv în industria de dezvoltare a jocurilor. Creșterea jocurilor AAA cu bugete mari a făcut ca unele edituri dispuse să riște să susțină jocuri mai mici cu un mod de joc non-standard sau mai experimental.
Jocurile independente (indie) au câștigat o cotă semnificativă de piață în a doua jumătate a anilor 2000, care a continuat până în anii 2010 și, în general, acestea sunt văzute ca rezultat al industriei în căutarea inovației dincolo de abordările sigure și non-riscante pe care dezvoltatorii de jocuri AAA s-au concentrat. Interesul pentru jocurile independente a apărut din industria jocurilor Flash în plină expansiune de la mijlocul anilor 2000, care a atras atenția asupra dezvoltatorilor individuali și mici, în mod normal trecuți cu vederea de către mass-media. Mai mult, dezvoltatorii mai mici au beneficiat de creșterea rapidă a industriei jocurilor mobile, ceea ce le-a permis să concureze în mod egal în magazinele de aplicații mobile cu dezvoltatorii mai mari. Crowdfunding-ul prin site-uri precum Kickstarter a devenit o cale viabilă pentru dezvoltatorii indie de a obține finanțare la sfârșitul anilor 2000, crescând exploziv în popularitate la mijlocul anilor 2010, în timp ce distribuția cu acces timpuriu, în care jucătorii achiziționează o versiune care nu este încă finală a unui joc pentru a ajuta la jocul, testarea și furnizarea de feedback, a fost folosită cu succes de Minecraft în 2009 și folosită ca model pentru unele jocuri indie de atunci. Pe computerele personale, Valve și-a deschis platforma de conținut digital Steam pentru a permite ca jocurile indie să fie listate alături de jocuri AAA și alte câteva vitrine digitale similare. Microsoft a lansat Xbox Live Arcade (XBLA) în 2004, pe care l-a folosit pentru a publica jocuri pentru Xbox și mai târziu pentru Xbox 360 de la edituri mai mici și echipe independente. Sony și Nintendo au urmat exemplul cu programe similare de publicare a jocurilor independente la începutul anilor 2010. Mai multe jocuri indie au intrat în atenția mass-mediei în această perioadă, inclusiv Super Meat Boy, Fez și Braid.

## Anii 2010
În anii 2010, modelul tradițional al ciclului de viață al consolei de cinci ani a fost redus. Motivele au inclus provocarea și cheltuielile masive de a crea console care erau grafic superioare generației actuale, Sony și Microsoft încă căutând să recupereze costurile de dezvoltare pentru consolele lor actuale și eșecul instrumentelor de creare de conținut de a ține pasul cu cerințele crescute impuse. asupra oamenilor care creează jocurile.
La 14 iunie 2010, în timpul E3, Microsoft și-a dezvăluit noul Xbox 360 S sau Slim. Este mai mic și mai silențios, cu un hard disk de 250 GB și WiFi 802.11n.  A început livrarea către magazinele din SUA în aceeași zi și în Europa la 13 iulie.
Sistemul de jocuri în cloud OnLive este unul dintre primele servicii de cloud gaming.

## Anii 2020
NVidia și AMD au introdus plăci grafice în 2020 cu suport hardware pentru ray tracing în timp real, care a fost, de asemenea, o componentă majoră introdusă cu următoarele console Microsoft și Sony, Xbox Series X/S și PlayStation 5, ambele lansate în noiembrie 2020. Îmbunătățirile semnificative în tehnologie au sporit și capacitatea de a afișa texturi foarte detaliate, permițând un foto-realism în scenele de jocuri video randate la rezoluții înalte și frecvențe ale cadrelor ridicate. Aceste modificări au necesitat un spațiu de stocare mai mare pentru memoria texturii pe hardware și o lățime de bandă mai mare între memoria de stocare și procesorul grafic. Ambele console noi au inclus opțiuni SSD specializate, concepute pentru a oferi opțiuni de stocare cu lățime de bandă mare, care au avut avantajul suplimentar de a elimina practic timpii de încărcare din multe jocuri, în special cele care oferă streaming în joc pentru jocurile open world.